# 조선일보에 대한 비판
조선일보는 1920년에 창간된 대한민국의 주요 일간지이다. 2003년 발행부수가 230만부에 달하여 대한민국 일간지 중 가장 발행부수가 많다. 조선일보는 이처럼 90년이 넘는 기간 동안 가장 많은 독자를 끌어모은 신문이지만, 그렇게 성장하는 과정에서 많은 과오가 있었으며 그에 대한 비판이 많은 신문이기도 하다.
조선일보 반대 운동을 벌이는 단체와 학자들은 일본 제국, 군사독재 정권과 조선일보의 친화성을 비난하고 있다. 또한 그들은 조선일보가 지나친 친자본적 성향을 보이며, 보수주의적 입장을 위한 왜곡과 과장을 통한 편파적 보도를 하고 있다고 주장한다.

## 매국
애초 조선일보는 조일동화주의(朝日同化主義)를 지지하는 대정실업친목회의 회장 예종석의 명의로 1920년 1월에 발행허가를 받았다. 하지만 3·1 운동이 거센 시점에서 1920년대 조선일보의 보도는 노골적인 친일 일색은 아니었다. 하지만 1930년대부터는 동아일보와 더불어 대표적인 친일 신문이 되었다는 견해가 있다. 또한 조선일보의 사주 방응모의 친일 행각도 잘 알려져 있다. 이에 대해 조선일보와 이에 우호적인 학자들은 조선일보에 어쩔 수 없이 친일기사가 게재되었으며 민족지로서의 면모가 있었다고 반론한다. 그러나 언급한 민족지로서의 면모는 조선일보 초기에 치중되어있는데, 이는 조선일보가 민족지도자들과 독립운동가들에 의해 창간되었기 때문이다. 따라서 초기엔 일제에 비판적이었으며 민족의 독립을 지지하는 성격을 띠었던 것이 맞다. 하지만 이후에 방응모가 조선일보의 사장이 되고나서는 지속적으로 친일적 색채를 보였고 조선일보에 대한 대부분의 비판은 방응모가 조선일보의 소유자가 된 후 지금까지 이어지고있는 방씨일가의 조선일보에 대한 비판이기에 위의 반론은 적절치 않다는 의견 또한 존재한다. 실제로 조선일보는 창간 초기 이후엔 일본과 일본천황을 찬양하는 사설을 실었으며 일본제국주의를 응원하고 일본의 침략 전쟁을 미화하는 광고를 싣기도 하였다. 또한 자매지인 월간조광을 만들어 내선일체, 제국주의 세력의 침략전쟁, 2차 세계대전 추축국의 군국주의를 옹호하는 등의 친일적이고 반민족적인 행각을 지속적으로 한 바 있다.

### 방응모의 매국 행적
방응모는 일제강점기 말기 조선일보 사장으로서 매국 행위를 한 기록이 있다. 그는 1935년 친일 잡지 《조광(朝光)》을 창간하였고, 1940년대부터 조광에 집중적으로 친일 논설을 기고하고 시국 강연에 참여하여 전쟁 지원을 독려했다. 애국금차회(1937), 국민정신총동원조선연맹(1938), 임전대책협외희(1941), 조선임전보국단(1941) 등 대표적인 친일 단체에 가담하기도 했다.
2010년 12월, 방응모 관계자들 및 조선일보측은 친일반민족행위자 결정을 취소해달라며 법원에 낸 소송에서 원고 패소 판결을 받았다. 법원은 "1944년 조선항공업 창립발기인으로 활동한 부분에 대해 친일행위로 판단한 부분을 취소하지만 나머지 활동에 대해서는 친일 행위로 인정된다."라고 판결했다. 방응모는 1933년 조선일보 사장으로 취임해 국민총력조선연맹 참사, 조선임전보국단 이사 등으로 활동하며 친일활동을 벌였으며, 1937년 경성방송국 시국강연에서 일본제국이 극동평화를 확립시킬 것이라는 내용의 강연을 하고, 1938년 조선총독부의 언론통제정책에 협조하기 위해 조직된 조선춘추회의 발기인 겸 간사로 활동하기도 했다.

### 일본 제국 찬양
1930년대 후반, 조선일보에는 일본 제국을 찬양하는 기사가 많이 실렸다.

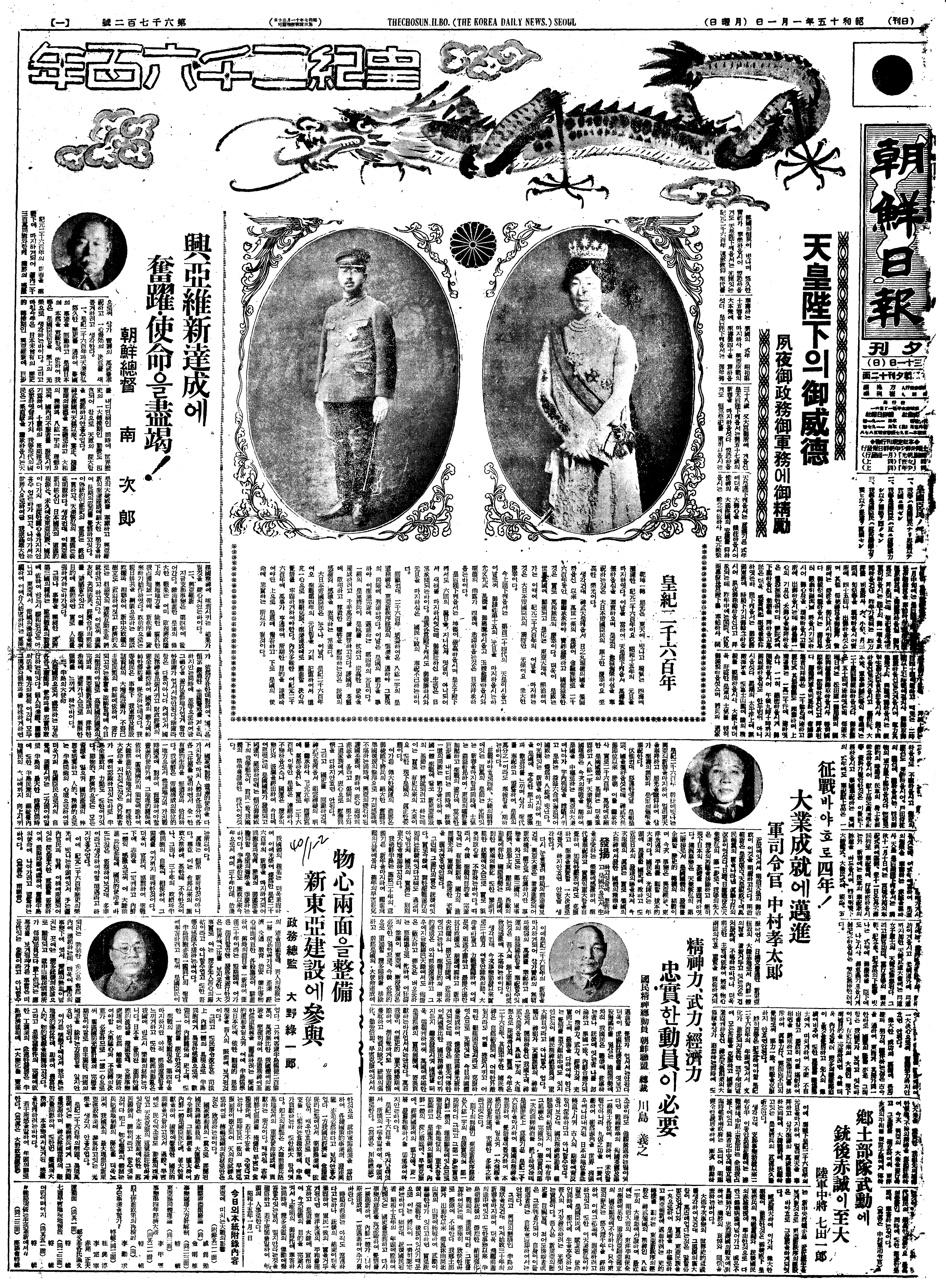
문제의 1940년 1월 1일 조간 1면 머릿기사 ‘천황폐하(天皇陛下)의 어위덕(御威德)’, 천황의 사진, 제호 위에 게재된 일장기

- 1936년부터 1940년까지 매년 1월 1일 일본 제국 천황 부처의 사진과 친일 성향의 신년사를 1면 머릿기사로 게재하였다. 특히, 1940년 1월 1일에 실린 사진에는 일본 천황이 예복 대신 군복을 입고 칼을 차고 있으며, 사진 위에 용그림과 '황기 2600년'이라는 문구가 추가된 점이 특징이다. 신년사에는 "우리는 대일본 제국의 신민으로서 천황폐하께 충성을 다하겠습니다"라는 내용이 들어있다.[3]
- 1937년 12월 7일부터 12월 14일까지 기간 동안, 중국을 침략한 일본군에 대한 기사를 '아군의 승승장구'라는 제목으로 4차례 1면 머릿기사로 실었다. (그 이전에도 일본군을 '아군', '황군'으로 불렀다.)[4]

총후(銃後)의 임무 - 조선 군사 후원 연맹의 목적
북지사변이 증대화하기 시작하자 조선 역시 제국시민으로서의 응분의 의무와 성의를 다하고자 시국대책을 강구 실시하고 있는 중 조선군사후원연맹은 그 가장 중요한 것 중의 하나이다. … 군사후원연맹의 목적은 이미 그 규약 중의 목적에 관한 문구(文句)를 보고 알 바와 같이 총후의 임무를 다하자는 데 있다. 황국(皇國)의 위무선양(威武宣揚)과 동양평화를 쌍견에 질머지고 제일선에 선 출정장병으로 하여금 안심과 용기를 가지고 신명을 도(賭)하여 제일선의 사명을 다하게 하는데는 총후에 선 일반국민의 정신 물질 양방면에 긍하여서의 후원이 절대로 필요한 것이다.— 1937년 8월 12일 조선일보 사설

- 1938년 1월 1일 중일전쟁 기사의 참고 그림에서 동해를 일본해로 표기하였다.[5]
- 1939년 4월 29일 사설에서 쇼와 천황의 생일을 축하하며 그에게 충성하고 있음을 표현했다.

춘풍이 태탕하고 만화가 방창한 이 시절에 다시 한 번 천장가절(天長佳節)을 맞이함은 억조신서(億兆臣庶)가 경축에 불감(不堪)할 바이다. 성상 폐하께옵서는 육체가 유강하옵시다고 배승하옵는 바, 실로 성황성공(誠惶誠恐) 동경동하(同慶同賀)할 바이다. 일년일도(一年一度) 이 반가운 날을 맞이할 때마다 우리는 홍원(鴻遠)한 은(恩)과 광대한 인(仁)에 새로운 감격과 경행(慶幸)이 깊어짐을 깨달을 수가 있다. 뿐만 아니라 적성봉공(赤誠奉公), 충(忠)과 의(義)를 다하야 일념보국(一念報國)의 확과한 결심을 금할 수가 없으며…— 1939년 4월 29일 조선일보 사설

- 그 밖에 사설을 통해 학도병 징집 촉구와, 일본제국에 황국신민된 감격과 감사에 넘쳐서 식민의 의무를 다할 것을 촉구한 것과 1939년 이봉창의 일왕에 대한 폭탄 투척 사건을 비난하여 이봉창을 질 나쁜 테러범으로 묘사한 점 등으로 1930년대 후반부의 친일 행적에 대한 비난이 있다.[4][7]

조선통치 사상에 한 에포크 메이킹이요 미나미 총독의 일대 영단 정책 하에 조선에 특별 지원병 제도가 실시되게 된다는데 대하여 이미 본란에 누차 우리의 찬의를 표한 바 잇거니와 …
4월 10일가지에 지원자 수는 3천명을 초과하는 성관(盛觀)을 나타내었고 …
요컨대 금번 지원병제도의 실시는 위정당국에서 상(上)으로 일시동인(一詩同仁)의 성려(聖廬)를 봉체(奉體)하고 하(下)로 반도 민중의 애국 열성을 보아서 내선 일체의 대정신으로 종래 조선 민중의 국민으로서의 의무를 다하지 못하고 있던 병역의무의 제일 단계를 실현케 하는 것이다. 황국신민된 사람으로 그 누가 감격치 아니하며 그 누가 감사치 아니하랴. 다만 오날의 개소식을 당하야 특별히 이번에 엄선으로 선발된 지원병사들은 이와 가튼 중대하고 심원한 의의를 가진 제도를 특별히 실시하는 초기에 잇서서 제1차 훈련생인만치 그만치 그 책임이 중차대한 것이다.— 1939년 6월 15일 조선일보 사설

- 조광(조선일보 자매 일간지)
  - 1940년 9월 24일 조광의 사설에서 일장기와 나치 독일 하켄크로이츠 깃발, 파시스트 이탈리아의 국기를 게재하고 이들 간의 군국주의 삼국동맹을 "인류 역사상 획기적 대사건"이라고 극찬했다.[5]
- 소년조선일보
  - '학습페-지(페이지) 국어연구'란에는 일본어 학습 자료가 지속적으로 실렸다.[8]
  - 1937년 9월 5일 '지성!'란에 "품파러(품팔아) 모은 돈을 황군(일본군) 위문금으로"라는 제목으로, 제생원(현재의 고아원) 어린이들이 품팔아 모은 돈을 일본군 위문금으로 보낸 것을 칭찬하는 기사를 실었다.[9]

### 해명
친일기사를 게재하였으나 일제강점기라는 시대적 배경을 감안한다면 민족지로서 평가받을 수 있다는 주장이 있다. 조선일보 측은 일제가 언론탄압의 강도를 높였을 뿐 아니라 제작에까지 깊이 관여했기 때문에 어쩔 수 없이 친일 기사가 게재되었다고 해명했고, 만약 조선일보가 친일지였다면 당시 조선인민들에게 버림받았을 것이라고 주장했다. 조선일보는, 조선총독부가 용어를 지정하여 일군은 황군으로 표기토록 강요하고 경무국을 시켜 ‘편집에 관한 희망 및 주의사항’이라는 지시문서를 각 신문사에 배포하여 활자의 오식까지 문제를 삼았다고 주장했다.
우리가 친일을 했다면 어떻게 기사가 압수되고 정간과 폐간까지 당했겠느냐— 1988년 12월 13일 방우영의 발언

가혹한 법령 아래선 민족적 정신이나 감정을 은은하게나마 자구 간에 나타나게 하는 것밖에 달리 방법이 없었고 1939년 총독부가‘검열지침에 관한 주의사항’ 문건에서 조선일보에는 내선일체 및 융화에 관한 기사가 극히 적다고 지적할 정도로 그 협력은 최소한의 방어였다.— 2004년 8월 9일자 조선일보 기사

#### 민족지로서의 평가
일제강점기라는 시대적 배경을 감안한다면 민족지로서 평가받을 수 있다는 주장이 있다. 조선일보는 다음과 같이 자신들이 독립운동에 대한 공감을 드러냈다고 주장한다.
1940년 강제 폐간되자 만해 한용운은 ‘붓이 꺾여 모든 일이 끝났다’는 시로 한탄했으며, 광복 이후 복간되자 백범 김구는 ‘뜻이 있는 자는 끝내 이룬다’고 친필 휘호를 보냈습니다.— 2004년 6월 3일 조선일보 기사

##### 문자보급운동
1929년 조선일보는 문자보급운동을 시작했고, 학생 3천여 명이 참가했다. 동아일보의 문맹퇴치운동과 더불어 전개되다가 1935년 조선총독부의 방해로 모두 중단되었다. 언론학자 정진석 교수는 이 운동을 문맹을 타파하고 한글을 보급하여 민족정신을 선양하려는 실천적 항일운동이라고 평가했다.
장준하는 조선일보가 펼친 문자보급운동에 참여했던 14세 때의 일을 다음과 같이 술회하였다.
이때부터 나는 신문을 높이 보게 되었으며 인연 깊은 나의 지도자적 대상으로, 아니 당시 우리 온 겨레를 지도하고 있는 존재로 아주 믿어버리게 되었다. 실로 이 무렵 나의 눈에 비친 우리나라는 비극의 나라였으며, 칠흑 장막과 같은 절망의 나라였다. (중략) 그런데 오직 ‘동아’와 ‘조선’이 있었던 것이다.— 조선일보 2004년 8월 9일자

#### 항일 성향 주장
이연 교수는 조선일보 기고문에서 1920년 창간에서부터 1940년 8월 폐간에 이르기까지 현존 보관 분 6,626호중 항일기사가 총 1만4,489건에 달한다고 주장한다. 하루 평균 2∼3개의 항일기사를 보도한 셈이며 이는 전체의 90%에 이른다.
그에 따르면, 당시 조선일보는 민족투쟁에 대한 기사를 많이 실었으며 일본의 식민지 통치에 대해서도 비난적이거나 중립적인 기사가 90% 이상이라고 하였다. 마지막으로 조선일보의 경우 압수기사가 88,063회(동아 78,024), 삭제 471회(동아 437회), 4회에 걸친 무기정간 240일(동아 569일) 등에 달하는 등 실증적 근거 없이 일방적으로 매도할 수는 없다고 주장했다.

### 해명에 대한 비난

#### 기사분석 비난
이연 교수의 항일기사 비율 분석에 대해 다른 견해를 가진 언론학자들이 있다. 김동민 교수(한일장신대·언론학)는 "중립적 기사까지 반일적 기사라고 분류하는 통계로 친일지가 아니었다는 주장은 학자적 양심에 어긋나는 것"이라고 비난했다. 김 교수는 조선일보가 친일적이거나 단순한 사실 보도일 때도 압수처분을 받은 바가 있음을 지적한다. 또한 조선일보가 '소요', '폭동' 등의 단어를 사용한 것을 중립적으로 분류한 것에 대해, 항일독립군을 비적이라고 써도 항일기사가 되는 셈이라고 지적한다.

#### 압수기사 분석
압수된 기사의 수는 많지만, 이를 근거로 조선일보가 친일신문이 아니었다고 주장하는 것은 무리라는 지적이 있다. 1924년부터 1925년 사이 90건의 기사가 총독부에 압수되었으며, 이는 박헌영 등 사회주의 성향의 기자들이 쓴 기사 때문인 경우가 많았고, 이들이 조선일보에서 활약한 기간은 1년이 채 되지 않는다.
언제나 투쟁이란 다수자가 승리를 얻는 것이다. 사회의 절대 다수를 점한 무산계급의 단결된 조직만 완성하면 최후 승리는 다반사일 것이다.— 1924년 11월 21일자 조선일보 기사(압수됨)

다음 기사로 인해 조선일보는 정간을 당하게 된다.
(조선은 현상타개를 필요로 하는데) 요체는 정치적인 제국주의와 경제적인 자본주의를 합리적인 제도로 바꾸는 데 있는데 이에는 반드시 적로(러시아)의 세세혁신운동과 그 보조는 일치하는 것이다.— 1925년 9월 8일자 조선일보 기사(압수됨)

결국 1925년 9월 박헌영 등 사회주의 성향 기자 17명은 강제 해고되어 쫓겨났으며, 이를 두고 경영진이 총독부의 압력에 굴복한 것으로 보는 견해가 있다.
송병준이 경영하던 3년 6개월 동안 82건의 기사가 압수된 것에 비해, 방응모가 경영하던 8년 동안은 압수 건수는 그보다 적었다. 이를 두고 일제강점기 후반에 친일신문이 되었다는 것은 부정할 수 없는 사실이라는 견해가 있다.

### 논쟁
1937년부터 1940년까지 매년 1월 1일 신년사를 게재하게 된 이유, 압수된 기사의 수, 1940년 8월 폐간하게 된 경위 등에 대해 논쟁이 있다.
이 논쟁들은 조선일보의 성격을 규정하는 문제로도 연결되며 서로 밀접한 관련이 있다.

#### 신년사 논쟁
신년초 일본 천황의 사진(또는 일본 천황 부처의 사진)을 게재하는 것은 1937년부터 1940년까지 해마다 있었다.

##### 강제적 게재
조선총독부의 강요로 당시 모든 신문들이 똑같이 이런 기사와 사진들을 어쩔 수 없이 실었던 것이라는 주장이 있다.
- 당시 발행되던 총독부 기관지 매일신보와 동아일보, 조선일보의 1면의 편집이나 내용이 거의 같은 것이 그 증거이다.
- 각 신문의 1938년 3월 10일, 3월 11일자의 "육군기념일" 사설, 4월 26일자 "총후보국 강조", 5월 21일자 "서주함락"의 사설제목과 머릿기사가 완전히 같다.

##### 자발적 게재
반면 총독부의 강요 때문이 아니라, 자발적·경쟁적으로 친일 기사를 싣고자 했다는 견해도 있으며, 다음을 그 근거로 들고 있다.
- 조선일보는 1937년부터, 동아일보는 1938년부터 게재한 점이 다르다.
- 조선일보는 1938년부터, 동아일보와 달리 칼을 찬 군복 차림을 한 일본 천황의 사진을 게재했다.
- 1940년 조선일보 신년사에는 동아일보와 달리, 조선일보라는 제호를 아래로 내리고, 그 위에 일장기를 게재하며, 일본 천황의 사진 위에 용 그림과 '황기 2600년'이라는 문구를 실었다.

#### 압수 기사 수
언론학자 정진석 교수가 편찬한 '일제시대 민족지 압수기사 모음'에 따르면 1937년 이후 압수기사 건수는 1937년 1건, 1938년 7건, 1939년 5건이며, 어떤 기사였는지는 알 수 없다고 한다.

#### 폐간 논쟁
1940년 8월 조선일보는 폐간되었다. 이를 두고 '강제적 폐간'이라고 보는 주장과 '순응적 폐간'이라고 보는 주장이 있다.

##### 강제적 폐간
일제의 탄압으로 강제 폐간되었다고 보는 견해가 있으며, 다음을 그 근거로 들고 있다.
- 조선일보 측은 1940년 1월 15일 총독부 경무국장은 조선일보 사장 방응모에게 2월 11일까지 자진 폐간토록 강요했으나 버텼고 결국 8월 10일 폐간을 강제하는 명령을 내렸다고 주장한다.[20]
- 조선일보가 일제통치에 협력했다면 폐간을 당하지 않았을 것이라고 주장한다.[10]

1940년 조선일보와 동아일보가 폐간되기 직전, 일제 헌병대가 쓴 비밀 문건에서 총독부 기관지인 ‘매일신보의 상황’에 대해 언급하면서 “동아일보·조선일보 등의 다른 언문(諺文·한글) 신문이 과거에 민족의식의 고취를 도모하여, 과격한 필치를 함부로 휘둘러, 여러 차례 발행정지 처분을 받은 바 있고, 현재의 사변(중일전쟁)에 대해서도 당국의 시책을 곡해하고 비방하는 경향이 아직도 고쳐지지 않고 있다”며  “민족의식의 고취를 도모하고 당국(일제)의 시책을 곡해·비방하는 신문”이라고 평가했다. 이 문건이 작성된 때는 조선일보가 폐간되기 6개월 전으로 조선일보의 친일이 가장 활발했던 시기라고 주장하던 시기로 당시 언론 기관 등을 사실상 감시하던 헌병대의 분석은 조선·동아일보가 항일 민족 정신을 고취하는 기사를 담고 있다고 기록하고 있다.— 2005년 6월 27일 조선일보 기사

##### 순응적 폐간
일제의 요구에 순응하여 폐간했다고 보는 견해가 있으며, 다음을 그 근거로 들고 있다.
- 일제의 정책에 순응하고 있었다.

이와 같이 금년에 신문, 잡지용지 배급량이 줄어들게 되는 것은 만주와 지나(→중국) 방면에서 선무공작에 쓰이는 용지가 격증한 까닭이다. 이것은 국내사정보다 더 긴급한 것이므로 만난을 배제하고 해야 될 일인즉 부득이한 사정이라.— 조선일보 1940년 6월 22일자

- 폐간사에서 폐간이 일제에 협력하기 위한 것임을 강조하였다.

조선일보는 신문통제의 국책과 총독부 당국의 통제방침에 순응하여 금일로써 폐간한다 … 지나사변(→중일 전쟁) 발발 이래 본보는 보도보국의 사명과 임무에 충실하려고 노력하였고 더욱이 동아 신질서 건설의 위업을 성취하는 데 만의 일이라도 협력하고자 숙야분려한 것은 사회일반이 주지하는 사실이다.— 1940년 조선일보 폐간사

- 보상금 100만원을 받았다.

총독부 기관지 <매일신보>조차 “새로운 충신이 나타나서” 자신과 경쟁한다면서 … 총독부는 ‘비슷한’ 신문이 셋이나 있을 필요가 없다고 생각했으며, 물자 절약 차원에서 폐간을 유도한다는 방침을 벌써 세워놓았다(일본 본토의 신문들도 반 이상 물자절약 차원에서 폐간되었다). 충성을 다하는 신문들이니 일본은 기자들을 재취업시키는 수고까지 떠맡았고, 신문사에는 보상금을 주었다고 한다. 전투기 한 대가 10만원이던 때 100만원이니, 거액의 보상금이다.— 2003년 8월 24일 한겨레 기사

- 이후 자매지 조광에 더욱 더 친일 성향의 기사를 게재하였다.

## 친독재·친군부

### 보도 내용

#### 박정희 정권

##### 5·16 군사 정변
- 1961년 5월 16일 석간 1면에 "군부(軍部) 쿠데타 군사혁명위 조직을 발표"라는 제목의 기사를 실었다.[23]
- 1961년 5월 17일 사설에서 "군부 쿠데타의 동기가 여하튼 간에 법질서에 의하지 않은 이와 같은 비상사태가 민주주의의 본도(本道)가 아니라는 것은 역사의 증언을 위하여 일차 기록하여 둘 필요를 느끼는 것이다"고 했다.[23]
- 1961년 5월 19일 사설

제2단계로 돌입한 혁명과업의 완수를 위하여
(군사혁명은) 보다 나은 입장을 마련하기 위하여 감행된 것으로서 이것이 거군적인 단결과 함께 국내외적인 찬사와 지지를 받게 된 소이가 바로 여기에 있다고 하겠다.— 1961년 5월 19일자 조선일보 사설

- 1961년 6월 27일과 다음날에는 박정희의 특별기고문인 '지도자도'(指導者道)가 실렸다. 여기서 박정희는 "우리나라 국민의 대부분은 강력한 타율에 지배받던 습성이 제2의 천성으로 변하여 자각, 자율, 책임감은 극도로 위축되어 버렸다."며 자신과 같은 지도자가 필요함을 역설하였다.[25]

[참고] 진보성향의 경향신문 5.16을 혁명이라 표기함 그리고 전면에 ""권력의탐 아니다""라고 기사냄
반면 조선일보 동아일보등 보수매체들이 5.16 쿠데타라고 표기함
당시 장면정권이 친미보수정권이었음 이승만정권 심판은 장면이 아니라 박정희가 했음 김구아들 김신장군도 5.16 가담

##### 10월 유신
- 1972년 10월 18일 사설 (전날은 10월 유신이 선포된 날이다.)

평화통일을 위한 신체제
앞으로의 보다 보람되고 영광스러운 삶을 얻기 위하여 진정 알맞은 조치임을 기쁘게 생각한다. … 가장 적절한 시기에 가장 알맞은 조치 … 비상 사태는 민주제도의 향상과 발전을 위하여 하나의 탈각이요 시련이요 진보의 표현임을 믿어 의심치 않는다.— 1972년 10월 18일자 조선일보 사설

- 1972년 12월 28일 기사 (이날은 박정희 대통령의 취임일이다.)

무엇 때문에 지난 10년 동안 5·6·7대나 대통령을 역임한 그를 또다시 환영하는 것인가. 한마디로 말해서 그것은 그의 영도력 때문이다. 그의 높은 사명감과 뛰어난 능력과 역사의식의 정당성 때문이다. … 우리는 더욱 전망적인 민족통일의 사명감과 구국중흥의 신념에 불타는 탁월한 영도자를 가졌다.— 1972년 12월 28일자 조선일보 기사

#### 전두환 정권

##### 12·12 군사 반란
1979년, 12·12 군사 반란을 일으킨 신군부에 대해 우호적인 기사를 내보냈다.
군의 이러한 입장과 결의가 새삼 천명되었다는 것은 전 국민의 공감과 지지를 받아 마땅하다.— 조선일보 1979년 12월 20일자 사설

##### 5·18 광주 민주화 운동
1980년 5·18 광주 민주화 운동 당시, 5월 25일 기사에서 광주시민들을 난동자로 보도했고, 5월 28일 사설에서 학살자들을 두둔하고 미화하였다. 또한 간첩에 의한 배후설을 언급하였으나 5.18의 북한 간첩 배후설은 사실이 아니다.

바리케이드 너머 텅빈 거리엔 불안감만,「무정부 상태 광주」1주 - 김대중 기자
광주시를 외곽에서 들어가는 폭 40미터의 도로에 화정동(화정동은 동명이고 고개이름은 ‘잿등’임)이라는 고개가 있다. 그 고개에 내리막길에 바리게이드가 처져 있고 그 동쪽 넘어 무정부상태의 광주가 있다. … 쓰러진 전주와 각목 벽돌 등으로 처진 바리게이트 뒤에는 총을 든 난동자들이 서성거리고 있는 것이 멀리서 보였다.— 1980년 5월 25일자 조선일보 기사

(남파 간첩들이) 민심을 흉흉케 함으로써 사태를 격화시켰으리라는 것도 십분 짐작이 가기도 한다. … 피 흘림을 보고, 불길이 솟고 군중의 격앙된 심리상태에서 이성을 잃게 되면 냉철한 판단력이 요구되는 분별력이 없는 법이다.— 1980년 5월 25일자 조선일보 사설

지금 오직 명백한 것은 광주 시민 여러분은 이제 아무런 위협도, 공포도, 불안도 느끼지 않아도 될, 여러분의 생명과 재산을 포함한 모든 안전이 확고하게 보장되는 조건과 환경의 보호를 받게 됐고 받고 있다는 사실이다. 광주사태를 진정시킨 군의 어려웠던 사정을 우리는 알고 있다. 30년 전 6.25의 국가적 전란 때를 빼고는 가장 난감했던 사태에 직면한 비상계엄군으로서의 군이 자제에 자제를 거듭했던 사실을 우리는 알고 있다. 군 곧 국군은 광주시민을 포함한 온 국민의 아들이고 동생들이며, 그래서 국민의 국군이며, 국민으로 구성된 국가의 국군이다. 그러한 국군이 선량한 절대다수 광주시민, 곧 국민의 일부를 보호하기 위해 취한 이번 행동에 어려움이 따를 수밖에 없었음은 당연한 일이었을 것이다. 때문에 신중을 거듭했던 군의 노고를 우리는 잊지 않는다.— 1980년 5월 28일자 조선일보 사설

우리는 우선 전두환 대통령의 당선을 온국민과 더불어 축하하며 그 전도에 영광이 있기를 회원해 마지않는다. … 전 대통령의 취임으로 바야흐로 새 시대 새 역사는 개막되고 있으며 많은 국민들은 전 대통령 정부에 새로운 소망과 기대를 걸고 나라의 장래와 자신들의 생활을 전망하고 있다.— 1980년 8월 28일자 조선일보 기사

##### 부천서 성고문 사건
1986년 6월, 부천서 성고문 사건에 대해 진실이 아닌 검찰의 주장을 대변했다.
- 1986년 7월 7일 "부천서 사건-공안당국의 분석"이라는 제목의 기사에서, 그 사건을 "급진세력의 투쟁전략 전술 일환-혁명 위해 성까지 도구화한 사건"이라고 규정하였다.
- 1986년 7월 17일 "성적 모욕 없었고 폭언 폭행만 했다"(이는 검찰 발표문과 일치한다.), "운동권, 공권력 무력화 책동"이라는 제목의 기사를 실었다.
- 1986년 7월 18일 "부천사건에서 얻는 것"이라는 제목의 사설에서 “이 시점에서 수사권 밖의 사람은 진실이 어떠했는가를 가릴 능력도 없고 그럴 입장도 못된다”고 주장했다.[33]

### 반론
- 1960년 4월 19일 석간 1면에 "전(全) 대학생이 총궐기"란 제목의 기사를 실었다. 2면 사설에 "학생들의 평화적 시위를 방해하지 말라"는 내용을 실었다.[23]
- 조선일보 측은 다음과 같이, 독재에 항거하였으며 민주화운동에 기여하였다고 주장한다.[23]
  - 1960년 4월 19일 기사는 4·19 혁명을 국민적 차원으로 확산시키는 역할을 했다.
  - 1961년 5월 16일 제목과 사설에서, 당시 군부의 공식 용어인 '혁명' 대신 '쿠데타'라는 용어를 쓴 것은, 독자들로 하여금 '쿠데타'가 군부의 불법행동이라는 숨은 뜻을 읽게 하려고 노력했다는 증거이다.
  - 1980년 5월 21일 기사에서 광주민주화운동 당시 광주의 비극을 전하기 위해 노력했다.
- 조선일보에 유신을 지지하는 기사가 실린 것에 대해, 계엄령하에서 유신을 지지하는 기사만이 지면에 살아남았기 때문이라 하였다.[23]
- 조선일보는 6월 항쟁을 다음과 같이 상세하게 보도하도록 노력했다고 한다.[23]
  - 1987년 6월 10일 항쟁 당시 노태우 민정당 대통령 후보 선출과 함께 왼쪽 상단에는 같은 날 태평로 성공회 대성당에서 열린 '호헌철폐 국민대회'와 도심 곳곳의 시위를 나란히 실었다.
  - 1987년 6월 12일  1면에는 명동성당에서의 시위 사진을 6단으로 게재했고, 이날 시작된 최석채·김준엽의 대담 기사에서 '개헌 논의 재개하라'는 제목을 달았다.
  - 1987년 6월 20일 3면에는 '비상조치-유혈사태 막아야 한다'는 제목으로 한 면을 털어 각계 원로들의 긴급 제언을 실었다.

## 지나친 자본 편향 보도

### 혼맥 카르텔
조선일보 일가가 태평양그룹, 영풍그룹과 혼맥을 맺고 있는 탓에 기사의 공공성이 흔들릴 수 있으며, 족벌신문들이 지나친 자본 편향적인 보도 성향을 보이는 것도 이와 무관하지 않다는 지적이 있다.

### 기여입학제
- 2008년 5월 7일 "대학 등록금 부담 더는 다양한 방법 마련을"이란 제목의 사설에서 등록금 문제의 해결책으로 기여입학제를 제시하였다. 이는 친재벌 성향이라는 비난이 있다.[35]

### 재벌 갑질 논란에 대한 소극적 보도
2014년에 발생한 대한항공가(한진가)의 갑질 사건에 대해서 역시 최소한의 보도를 하며 소극적 태도를 보였다. TV조선은 한진가 갑질 사건에 대해 관련 리포트를 4꼭지로만 보도했다. 이는 같은 기간 JTBC가 21꼭지로 보도한 것에 비하면 5배나 적은 수치이다.
이러한 TV조선의 소극적 보도에 대해 일각에서는 한진그룹(대한항공)이 TV조선의 지분을 약 10% 정도 가진 주요 주주이기 때문에 소극적 보도를 하고 있다며 비판하였다.

## 전쟁 찬양

### 일본 제국주의 전쟁
언론학자 손석춘은 조선일보가 1937년 7월 19일자부터 일본군을 '아군' 또한 '황군'으로 부른 사실을 지적한다. 또한 같은 해 8월 12일자를 통해 일본 제국주의 전쟁을 위한 "국방헌금" 및 "군대위문금" 납부를 촉구하였다.

### 이라크 전쟁
박노자는 조선일보의 2004년 2월 8일의 사설을 지적하며, "일제시대 때 조선인들보고 일장기를 휘날리면서 죽으라고 광분했던 언론이, 이제 와서 점령을 당한 이라크의 땅에 일장기 옆에 태극기를 꽂아야 한다고 주장하는 셈이다."라고 비난하였다. 아래는 당시 조선일보의 사설이다.
파병안에 대해서도 이제는 국회가 단안을 내릴 때가 됐다. 자위대 선발대 파병을 막 시작한 일본에선 최근 여론조사에서 파병 찬성이 반대를 앞섰고, 일장기가 이라크 사막 캠프에 휘날리는 모습에 자긍심을 느끼고 있다고 외신은 일본 분위기를 전하고 있다. 미국의 도널드 럼스펠드 국방장관은 7일 독일 뮌헨에서 한 기자회견에서 한국군의 이라크 파병을 50여 년 전 미국군의 한국 파병에 비유하기도 했다. 우리의 추가 파병은 민주 헌법 제정을 시작한 이라크의 새 출발을 돕는 것이다. 이라크에서는 이미 20여 개국 군대가 활동 중이다. 국제 사회에 대한 파병 약속을 지키지 못할 때 나라의 신인도와 이익은 계량할 수 없을 정도로 손상될 것이다.— 2004년 2월 8일 조선일보 사설

## 재판 개입
2008년 8월 법원은 도주나 증거인멸의 우려가 없다며 광우병 국민대책회의 안진걸 조직팀장의 보석을 허가했고, 그는 11일 보석으로 풀려났다. 이에 대해 조선일보는 사설에서 판사 한 명을 집중적으로 비난했다.
이 판사는 일반인도 아는 법의 상식도 모르고 모든 판사가 지켜야 할 법관윤리강령에도 관심이 없는 사람이란 말이다. 이런 판사가 아직껏 판사 노릇을 하고 있는 사법부의 현실이 놀랍기만 하다… 이 판사는 자신이 그 동안 촛불시위에 나가지 못하게 했던 거추장스러운 법복을 벗고 이제라도 시위대에 합류하는 게 나을 것이다.— 2008년 8월 13일 조선일보 사설

판사가 법정의 존엄을 지킬 각오가 없다면 아무도 법정의 존엄을 지켜주지 않는다. 법정의 존엄이 짓밟히면 판사도 법의 권위도 함께 사라지는 법이다. 그러나 요즘 사법부엔 이런 인과의 고리조차 모르는 판사가 너무 흔한 듯하다.— 2008년 8월 14일 조선일보 사설

이런 방식의 비난은 판사들의 독립적인 판단을 위축시킬 수 있다는 지적이 있다. 임지봉 서강대 법대 교수는, 재판이 진행 중인 상태에서 언론에서 구체적인 심문의 내용까지 거론하면서 비난을 하는 것이 판사에게 어떤 심리적 압박으로 작용해서 재판에 영향을 끼칠 수가 있는데, 이는 사법권의 독립을 침해할 소지가 있다고 했다,

## 왜곡, 편파 보도

### 히딩크 때리기
2002년 월드컵에서 대한민국 대표팀을 4강에 진출시킨 히딩크 감독에 대하여, FIFA 월드컵 이전에는 그를 비난하는 기사를 실었다. 이에 대해 속칭 '히딩크 때리기'를 한 것이라는 주장이 있다.
패배할 때마다 말 바꾸는 히딩크— 2001년 8월 22일자 조선일보 기사

더욱 황당한 것은 말을 교묘하게 바꿔가며 '6월 목표로 세운 계획에 맞춰 모든 것이 잘 진행되고 있다'고 주장하는 히딩크의 태도다. … 최근 히딩크 감독의 '말 바꾸기'는 그에 대한 신뢰를 무너뜨리고 있다. 한국 축구가 필요로 하는 사람은 '언어의 마술사'가 아니라 능력있는 축구지도자이다.— 2002년 3월 15일자 조선일보 기사

### 경제 문제
1997년 11월 21일 대한민국 정부는 외환위기로 인해 IMF 구제금융을 요청했다. 그 이전까지 조선일보는 경제위기가 아니라는 기사를 계속해서 꾸준히 실었다. 이에 대해 경제를 정치 논리로 본 것이라는 비난이 있다.
- 1997년 3월 8일 "한국경제 위기 아니다" - 캉드쉬 IMF총재 인터뷰
- 1997년 9월 4일 "증시, 위기 아니다" - 최운열 서강대 교수
- 1997년 9월 11일 "한국 외환위기 아니다" 경제, 단기 불안…중장기 전망은 밝아 - 주한 외국금융기관장 30명 설문
- 1997년 9월 18일 "한국경제 위기 아니다" - 캉드쉬 IMF총재 인터뷰
- 1997년 11월 3일 "증시 불안 일시적, 경제 비관할 것 없다”- 남덕우 전 국무총리 시론
- 1997년 11월 10일 "외국의 한국경제 때리기"라는 제목의 사설에서, "현재 시점에서 일부 언론들의 부정확한 보도나 과장 또는 왜곡된 경제분석이 현재의 어려운 경제국면을 타개하는 데 적지 않은 장애가 될 수 있다는 현실 또한 가벼이 봐서는 안될 것이다. … 근거도 없이 외환보유고가 바닥났다거나 불확실한 외채통계를 함부로 인용하거나 한국의 은행들이 금방이라도 연쇄파산할 것처럼 대서특필하는 것은 언론자유의 차원을 넘는 것이다."라고 하였다.

2008년 프레시안, 오마이뉴스 등은 조선일보가 리만 브라더스의 파산신청 2주 전에 리만 브라더스의 인수를 촉구하는 칼럼을 쓴 것을 비난하였다.
- 2008년 8월 7일 칼럼에서 송희영 조선일보 논설실장은 "희생은 피할 수 없을 것이고, 수업료를 치르는 셈 쳐야 한다"라고 했다.[44]
- 2008년 8월 27일 칼럼에서 조선일보 김기훈 차장 대우는 "인수 후 경영 정상화에 성공하면 전리품은 엄청나다"라며 '인수해야 한다'는 쪽에 무게를 두었다.
- 2008년 9월 4일 사설 "산은의 리먼브라더스 인수는 철저한 손익 계산 위에서"에서 리먼 인수의 찬반론을 제시하면서 "끝까지 책임을 지겠다는 자신이 섰다면 해볼 만한 투자"라고 적극적으로 인수를 권했다.[43]

### 최장집
1998년 10월, 월간조선 11월호에 최장집의 연구에 대한 기사가 실리면서 이른바 '최장집 사상논쟁'이 시작되었다. 이후 조선일보에도 관련기사가 많이 실렸다. 다음은 최장집 사상논쟁과 관련한 조선일보 기사과 그에 대한 다른 언론의 기사 목록이다.
월간조선
최장집의 충격적 한국전쟁관 「6·25는 김일성의 역사적 결단」— 월간조선 1998년 11월호 표지 헤드라인

조선일보
- 월간조선 최교수 기사, 정치학회서 성명 발표[깨진 링크(과거 내용 찾기)]《조선일보》1998.10.24
- 조선일보를 읽고, 최교수식 사관’ 민족적위기[깨진 링크(과거 내용 찾기)]《조선일보》1998.10.29
- 최장집위원장 6.25전쟁 김일성주장을 복사한 궤변[깨진 링크(과거 내용 찾기)]《조선일보》1998.10.30
- 공인 검증돼야 한다[깨진 링크(과거 내용 찾기)]《조선일보》1998.11.05
- 조선일보를 읽고, 시간 흘러도 사실은 불변[깨진 링크(과거 내용 찾기)]《조선일보》1998.11.05
- 해외기고, 독일에선 더 가혹하다[깨진 링크(과거 내용 찾기)]《조선일보》1998.11.06
- 헌변이 질의한 최위원장 논문의 ‘문제부분’ 요약[깨진 링크(과거 내용 찾기)]《조선일보》1998.11.11
- 해외기고, 좌익이었던 내가봐도 문제다[깨진 링크(과거 내용 찾기)]《조선일보》1998.11.11
- 법원, 월간조선(11월호) 배포금지 결정[깨진 링크(과거 내용 찾기)]《조선일보》1998.11.12
- '최장집관련 결의문 채택' 한나라의원 토론요지, "김일성-추종자가 민족세력이라니 …"[깨진 링크(과거 내용 찾기)]《조선일보》1998.11.14

다른 언론 기사
- 최장집 교수의 반박문 전문[깨진 링크(과거 내용 찾기)]《딴지일보》1998-10-12
- 으랴챠챠! 조선 화이팅!!![깨진 링크(과거 내용 찾기)]《딴지일보》1998.10.26.월
- <월간조선> 11월호 보도에 대한 최장집 교수의 반박문 주요내용《미디어오늘》1998년 10월 28일 (수)
- 종합적으로 보는 <월간조선>의 공격과 최장집 교수의 반론 보관됨 1999-11-05 - 웨이백 머신《한겨레21》1998년 11월 5일
- 텐징과 다원주의[깨진 링크(과거 내용 찾기)]《딴지일보》1998.11.23.월
- 조선일보 가처분 결정 에 재판부 연일 맹공《미디어오늘》1998년 11월 25일 (수)
- 민언연 ‘조선일보 최장집 보도’ 모니터 보고서《미디어오늘》1998년 11월 28일

#### 전교조
1989년
1989년 전교조를 결성하는 운동이 있었는데, 당시 교원 노조는 불법이었다. 전교조는 이후 1999년에 교원의 노동조합 설립 및 운영 등에 관한 법률이 제정되면서 합법화되었다.

학부모들의 우려
교원노조 문제는 단순히 노동3권을 보장하는 문제가 아니다. … 이념과 체제를 옹호하는 교육을 받기를 원하는 것은 학부모들의 당연한 권리 …— 1989년 5월 26일 조선일보 사설

'교원노조', 이해와 걱정 - 류근일 칼럼
우리가 직면한 교육현실의 고질적인 현안들에 대한 근본적인 조명과 타개에 의해서만 그 해결의 실마리가 잡힐 것 …
일부 교사들이 혹시나 그 어떤 치우친 시각에서 자기 자녀들의 역사관과 현실인식을 사뭇 급진으로 몰아가고 물들이지 않을까 하고 두려워하는 것 …— 1989년 5월 28일 조선일보 기사

학교가 싸움판 안돼야 - 전교조 결성의 파문
그러나 그것(법의 규제)을 모를 리 없는 교육자들이 희생을 각오하고 불법을 저질렀다는 사실이 중시되어야 한다. …
우리는 법치주의 국가에서 법을 어기면서라도 목표를 달성하겠다는 교사들의 방식을 최선이었다고 생각하지는 않는다.— 1989년 5월 30일 조선일보 사설

위 기사들에 대해, 교원 노조 설립의 정당성에 관해 논쟁하기 보다는 사상논쟁으로 몰아가고자 했으며, 교원노조의 설립을 막는 법률 자체가 사상의 자유와 결사의 자유를 침해함에도 형식적 법치주의만을 강조했다는 비난이 있다.
2008년

反정부 불법시위 벌여온 전교조에 교육청, 올해도 49억 지원
교육청은 전교조 외의 2개 노조는 규모가 작아 지원금도 거의 없다고 밝혔다고 신의원은 전했다.— 2008년 8월 15일 조선일보 1면 머리 기사

위 기사에 대해, 조합원 한명당 지원액수로 환산하면 한교조와 자유교조가 전교조보다 각각 41배, 20배나 더 많은 셈인데 이러한 중요 내용이 빠진 편향된 보도라는 지적이 있다. 민주당 안민석 의원은 "법률 근거에 따라 다른 노조들과 같이 교원노조도 지원하는 것은 문제될 것이 없다", "다른 교원노조원들은 오히려 더 큰 비율로 지원을 받고 있는데도 특정단체만 지원금을 받고 있는 것처럼 말하고, 이 내용만 부각시켜 보도한 것은 오해를 불러일으킬 만한 행동"이라고 말했다.

#### 공무원 노조
2009년 9월 22일 전국공무원노조, 민주공무원노조, 법원공무원노조는 투표를 통해 88% 찬성으로 통합을 결의하고 68% 찬성으로 민주노총 가입을 결정했다. 조선일보는 이를 경계하는 논조의 사설을 22일과 23일 양일간 내보냈다.

공무원노조, 전교조가 넘어진 길 그대로 쫓아가나
이 나라 정부에는 공식적인 위계를 따르는 공무원 조직이 따로 있고, 공무원노조가 조종하는 별도 명령계통의 공무원 조직이 또 하나 생기는 셈이다. 공식 위계조직은 정부·여당이 하는 일을 집행하는 조직이고 공무원노조 조직은 정부·여당이 하는 일을 방해하고 비난하고 공격하는 조직이 된다. 이런 나라, 이런 정부가 온전히 돌아가겠는가.
— 2009년 9월 22일자 조선일보 사설

공무원노조 불법쟁의 하면 국민도 세금 내지 않을 것
… 전국적으로 전시회·서명운동·촛불문화제를 열어 조선·동아·중앙일보 절독운동을 벌이겠다는 것이다. 미디어법과 노동정책이 무슨 관련이 있다는 것인지 노동운동의 첫걸음이 왜 특정신문 구독방해 사업인지 궤변(詭辯)치곤 지나친 궤변이다. …
'프로 노동운동가'로서 자기들의 노조 권력을 키울 궁리뿐일 것이고 일부는 몇 년 뒤 어떤 정당으로 들어가 금배지 달 생각도 하고 있을 것이다. … 공무원노조와 민노총은 국민이 납세거부라는 최후 수단에 호소하는 일이 벌어지지 않도록 준법(準法)과 자숙(自肅)의 자세를 보여야 한다.
— 2009년 9월 23일자 조선일보 사설

조선일보의 사설에 대해 다른 언론의 비난이 있었으며, 미디어오늘은 조선일보 사설을 투정과 악담으로 평가했다.

조선일보는 미래를 점치는 역술인이라도 된 것일까. 미래의 상황을 조선일보 시각대로 전망하고 그것을 근거로 비난논리를 내세우고 있는 모습을 어떻게 봐야할까. …
공무원 노동자들이 민주노총에 가입하면 정부와 관공서가 문을 닫기라도 한다는 것일까. 억지 논리는 억지 해법으로 이어진다. …
조선일보의 이번 사설은 상대를 아프게 하는 정교한 비난이 보이지 않는다. 어린아이 투정과 악담이 있을 뿐이다.
— 2009년 9월 24일 미디어오늘 기사

조선일보는 왜 공무원 노조가 조중동 절독 운동을 벌이려고 했는지, 알면서도 말하지 않는지, 정말 모르는지 궁금하다. 조중동이 그 동안 노동자들을 위한 논조를 얼마나 폈는지 돌아보아야 한다. 대부분 사용자를 위한 논조였지 노동자를 위한 논조는 찾아보기 힘들었다. 통합공무원 노조가 민주노총에 가입한 사실에 대해 강하게 비난하는 것 자체가 이를 증명하고 있다.
— 2009년 9월 24일 오마이뉴스 기사

#### 파업
2008년 8월 21일 조선일보는 기륭전자 파업에 대해 노조원들의 파업으로 기업이 망가지고, 노조원들이 합의가 다 된 사안에 대해 무리한 돈을 요구해 협상이 결렬됐다고 보도했다. 10월 24일 조선일보는 '기륭전자가 공장을 중국으로 이전한 것은 노조 파업과 무관하며, 적자의 주된 이유는 노조파업이 아니라 다른 경영상 이유인 것으로 밝혀졌다.'라는 정정 및 반론보도문을 게재하게 되었다. 조선일보의 반노조적 편향이 드러난 것이라는 견해가 있다.

### 시위
조선일보는 광주민주화운동, 6월 항쟁, 한미 쇠고기 협상 내용에 대한 반대 시위 등 각종 시위에 대해 폭력성만을 강조하였다는 비난이 있다.

#### 2008년 촛불시위
2008년 6월 24일, 조선일보는 "촛불 900명, 보수 20명에 '죽이겠다' 협박"이라는 제목의 기사를 내보냈다. 시위대가 보수단체에게 욕설 및 협박을 한 것은, 그에 앞서 보수단체가 1인 시위를 하던 여성을 집단 폭행하였기 때문인데, 이러한 중대한 내용이 빠진 왜곡보도라는 비난이 있다. 또한, 보수단체의 폭행을 방관하는 경찰에 대해 항의하는 시위대의 사진을 1면에 실으면서도 정황 설명없이 "경찰 둘러싼 시위대"라는 캡션만을 달아 시위대가 이유없이 경찰을 억류한 것처럼 묘사했다는 지적도 있다.
조선일보는 2010년 5월 10일부터 '광우병 촛불 그 후 2년'이라는 제목의 특집기사를 3일간 연속보도하였다. 기사에는 당시 참가자들과의 인터뷰가 실렸으나, 인터뷰 당사자들은 말한 의도가 반대로 왜곡되었다고 하였다.

### 독립기념관
독립기념관에는 1987년 개관 이래로 계속 전시되어 오던 조선일보 윤전기가 있었다. 2003년 8월 10일 독립기념관 측은 조선일보의 친일행적이 확인됨에 따라 조선일보 윤전기 전시를 중단하고, 그 자리에 하와이에서 한국인들의 신문을 발간하는데 쓰인 윤전기로 대체전시하였다. 전시 중단이 있고 나서 5일 뒤, 조선일보는 〈국민 발길 돌리는 독립기념관〉이라는 기사를 통하여 독립기념관 측을 비난하였다. 또한 4년 후인 2007년 8월 14일 〈그때 그 전시물- 교통불편... 독립기념관 '손님 뚝'〉이라는 기사에서는 전시물 교체의 부진, 관람객수의 감소, 국고보조금의 증액, 교통편 미비 등을 근거로 독립기념관을 비난하였다. 이에 2007년 8월 18일 독립기념관 측은, 전시물 교체가 진행 중인 점, 관람객 수치 추산이 잘못되었다는 점, 국고보조금 증액은 사업 진행에 따른 일시적인 증액이라는 점, 천안 시내에서 독립기념관으로 가는 교통편은 개관 당시부터 있었다는 점을 들며 조선일보 측의 주장을 반박하였다. 이러한 보도 행태가 조선일보 윤전기 전시 중단에서 비롯되었다는 견해가 있다.

### 천안함 관련 오보
5월 21일 <중, 과감한 조치로 ‘북한의 인질’에서 벗어나라> 기사 중 ‘줘따페이(左大培) 중국사회과학원 연구원과 허칭(河淸) 저장대 교수 등 80여명이 발표한 글’이라는 기사에서 인용된 글은 한 게시판에 올라온 네티즌의 글로 드러났다. 또한 북한이 인간어뢰를 사용하고 있다는 추측 보도도 하였다. 이러한 무리한 보도에 대해 LA타임스도 "제임스 본드에나 나올 법한 이야기"라며 조롱했다. 또한 5월 25일 천안함 사건과 관련해서 통신 내역을 보도하였지만 이 역시 오보로 드러났다.

### 비리 혐의 관련
- 2007년 5월 10일, 조선일보는 전 청와대 비서관 강태영의 딸이 서울체고에 부정 편입한 혐의가 있다고 오보를 냈다.[70] 같은 날 데일리안에서는 2007년 4월 30일 치러진 제23회 대한사격연맹회장기 전국사격대회 여고부 경기에서 국가대표를 제친 실력이 있다는 보도를 했고,[71] 이튿날 시사신문에서 4월 30일에 강태영의 딸이 대회신기록을 수립했다고 보도했다.[72] 한편 강태영의 비리 혐의로 수사를 받게 되자 4월 20일 사표를 제출했고,[70] 이 사실은 인터넷에 퍼져 유머란 등의 소재가 되었다.[73]

### 반대운동
조선일보는 2003년 3월 5일자 기사에서 반대운동에 대해 보도하며 일부 잘못된 서술을 하였다.
친 조선일보 성향을 보인 작가 이문열씨의 책에 대해서는 화형식을 열고 '조선일보 민간법정'을 열어 유죄판결을 내리기도 했다.— 조선일보 2003년 3월 5일자

실제로는 책을 불태운 것이 아니라 단돈 10원에 책을 고물상에 팔았다고 한다. 또한 이문열과 조선일보 민간법정은 관련이 없는데, 기사에 따르면, 마치 민간법정이 이문열에 대해 유죄판결을 내린 것으로 잘못 이해될 소지가 있다. (조선일보 기사의 문장이 중의적으로 해석될 수 있다.)

### 무상 의료
조선일보는 2011년 1월 17일 "盧정부때 시도한 무상의료, 2년도 못 버티고 폐기됐다"라는 제목의 기사에서 참여정부 당시 6세 미만 영유아에 대해 입원비를 지원했더니 과잉 입원 현상이 나타나서 2년 만에 폐기되었다면서 "2005년 이전만 해도 증가율이 4~6% 수준이었던 6세 미만 입원비의 건보 부담액은 공짜 입원이 도입된 2006년에는 한 해에만 39.2%(1038억원)이 폭등한 3688억원을 기록했다"는 점을 논거로 들었다. 하지만 이러한 사실은 과잉 입원 현상이 나타났다는 사실을 입증할 수 없는 무의미한 논거이며 실제 관련 증거들을 살펴 보면 과잉입원 현상이 나타났다는 주장은 사실이 아니라는 지적이 제기되었다. 건강보험 하나로 시민회의의 이진석 서울대 의과대학 교수는, 정부가 부담하지 않던 비용을 부담하게 되었으니 부담액이 늘어나는 것은 지극히 당연한 현상이고 따라서 그것은 과잉입원 현상이 나타났다는 논거가 될 수는 없다는 점을 지적했다. 과잉입원 현상이 나타났다는 점을 입증하기 위해서는 '건강보험 재정지출'이 아니라 '진료비 총액' 등을 봐야 한다는 것이다. 그런데 진료비 총액을 살펴 보면, 6세 미만 영유아의 입원 진료비 총액이 2005년 대비 2006년에 20.5% 늘었지만 같은 기간 동안 전체 국민의 입원진료비 또한 19.5% 늘어 영유아와 거의 비슷한 수준이었다. 이는 영유아 진료비가 전체 국민 진료비의 자연 증가분만큼만 늘어났다는 점을 보여준다. 또한 전체 건강보험이 적용되는 입원진료비에서 6세 미만 영유아 진료비가 차지하는 비중은 2005년과 2006년 모두 5.3%로 동일했는데 만약 영유아 층에서 불필요한 의료이용이 급증했다면 전체 입원진료비에서 영유아가 차지하는 비중이 늘어났을 것이다. 시민회의는 이처럼 입원비 지원으로 인해 과잉입원 현상이 타나났다는 증거는 없는데도 조선일보는 잘못된 논거를 제시하며 왜곡 보도를 했다고 주장했다.

## 축소 보도

### 미군 장갑차에 의한 여중생 압사 사건
2002년 6월 13일, 미군 장갑차에 의한 여중생 압사 사건이 있었다. 조선일보반대시민연대는 사건이후 1년간의 조선일보 기사들을 분석한 보고서에서, 사건 발생 당시 단순보도조차 제대로 하지 않았으며 이후로도 ‘원만한 처리’와 ‘한미동맹’만을 맹목적으로 강조하였음을 지적하였다. 아래는 사건 발생 1주일 후인 6월 20일의 기사로, 이는 조선일보에 실린 여중생 압사사건 관련 보도 중 가장 빠른 것이다.

궤도차에 숨진 여중생 미군부대서 추모행사
주한미군 보병 2사단은 지난 13일 경기도 양주군 광적면에서 미군 궤도차량에 치여 숨진 신효순·심미선(이상 14세·조양중 1년)양을 추모하기 위한 ‘촛불 추모행사’를 18일 오후 8시 파주시 조리읍 미 2사단 공병여단에서 비공개로 열었다.— 2002년 6월 20일 조선일보 기사(사회 25면)

## 오보 및 왜곡보도

### 민주노동당에 대한 오보
2005년 12월 8일 "황교수 물고 늘어지고 PD수첩 편들고···민노당 도대체 왜"라는 제목의 기사에서, 민주노동당 장애인위원회가 황우석 교수의 연구와 관련하여 정책위원회에 반발했다고 보도했으나, 이는 모두 사실이 아니었으며 오보를 인정했다.

### 양미경 자살 오보
2009년 12월 17일 21시 50분쯤에 조선닷컴에서 연기자 양미경이 스스로 목숨을 끊었다는 보도가 나갔다.  그러나 이는 동명이인인 가수 양수경의 동생이 지병으로 사망한 것이 와전되어 생긴 오보로 확인되었다. 조선닷컴에서는 같은 날 23시 29분에 정정기사를 올렸다.

### EBS강사에 대한 왜곡보도
2011년 8월에는 "EBS 인기 강사의 황당한 근현대사 강의"라는 제목의 기사에서 "대부분의 강의가 반한(反韓) 친북(親北)적 입장으로 일관돼 있다"고 공정언론시민연대를 인용해 보도했다. 조선은 또한 "A씨는 또 일부 근현대사 사건의 경우, 진압의 잔인함을 왜곡해 강조할 뿐 사건 본질에 대한 소개는 하지 않았다고 공정언론시민연대는 지적했다"면서 "수험생들이 많이 듣는 인강(인터넷 강의)에서 강사들이 이념적으로 편향된 발언을 하는 사례는 EBS만이 아니다"라고 주장하기도 했다. 또한 "북한이 전쟁이 일으킨 건 미국의 식민지 남한을 해방시킨다는 명분이었습니다"라는 논지로 말한 강사의 말을 앞뒤 생략하고 "북한은 미국 식민지 남한을 해방시키기 위해"라고 주장한것처럼 서술하기도 했다. 이에 대해 EBS 노조가 성명을 내어 반발하였으며 해당 교사는 "해당 언론사와 취재기자를 명예훼손 혐의로 고소하고, 정정보도를 요청하겠다"고 밝혔다. 또한 조선일보 정정보도 요청 서명운동에 서명한 사람이 4천명을 넘어섰다.

### 천안함관련, 이승헌 교수에 대한 명예훼손
2012년 4월 3일 디지털조선일보가 보도한 '나꼼수, 천안함 합조단보고서 왜곡해 '폭침' 부인'이라는 제목의 기사에서 버지니아대학교 이승헌 교수가  "천안함 민군합동조사단의 보고서 내용 자체를 왜곡하"였다는 보도에 대해, 서울중앙지법 민사14부(재판장 노만경 부장판사)는 2013년 1월 23일 "이 교수가 주장하지도 않은 것을 주장했다고 보도해 허위사실을 적시했다"며 "이 때문에 이 교수의 핵심적 주장이 본질적으로 왜곡됐"고 "다분히 의도적으로 원고(이승헌교수)의 주장을 사실과 다르게 인용"함으로써 "물리학자인 이교수의 사회적 평가를 침해해 명예를 훼손했다"고 평가했다. 이 평가를 기반으로 재판부는 디지털조선일보가 이교수에게 상당액의 손해배상금을 지급하고 조선닷컴(디지털조선일보)에 정정보도문을 게재하라고 판결했다.

### 서기호 판사에 대한 오보
2011년 12월 17일 조선일보는 서기호 판사가 조선일보로부터 비난 받은 한 국사교사에게 응원 메시지를 보낸 사실을 보도하면서 서기호 판사가 박삼봉 서울북부지방법원장으로부터 구두경고를 받았다고 보도했다. 하지만 서기호 판사는 경고 받은 사실이 없다고 밝혔고 법원 관계자 역시 "운영위원회는 서 판사를 징계하기 위한 절차가 아니라 관련 문제에 대해 일선 판사들의 의견을 청취하기 위한 것이었으며, 법원장의 우려 표명은 단순한 조언 수준이었다"고 말했다.

### 신종훈 선수에 대한 왜곡보도
2012년 1월 11일, 학교폭력이 사회적으로 커다란 파문을 일으키고 있는 시기에 조선일보는 이날 <“나는 일진이었다. 런던 金으로 속죄하겠다”>라는 인터뷰 기사에서 “신종훈은 중학교 시절 이른바 ‘일진’이었다”며 “매일 아침 체육복 차림으로 경북 구미에 있던 학교로 가서 학생들 돈을 뺏었다. 폭력도 썼다. 방과 후엔 PC방이나 노래방에서 시간을 보냈고 툭하면 가출을 했다”고 보도했다. 하지만 이에 대해 신종훈 선수 측은 조선일보가 대부분 거짓말로 기사를 꾸몄으며 그로인해 큰 피해를 보고 있다고 주장했다. 신종훈 선수에 의하면 인터뷰 당시 애들끼리 싸움도 할 수 있지만 자신은 싸움을 못한다고 말했으며 또 놀기 좋아해서 친구들과 어울리고 다녔다고 했는데 이를 조선일보는 가출하고 부모님 속을 썩이는 것으로 보도했다는 것이다. 신종훈 선수 측은 이러한 조선일보의 보도로 인해 그를 비난하는 댓글과 항의전화에 시달리는 등의 피해를 보고 있다고 말하고 정정보도를 요청하는 등의 조치를 취할 것이라고 밝혔다. 하지만 신선수 측의 이러한 피해에도 불구하고 조선일보 기자는 미디어오늘과의 통화에서 정정보도를 하지 않겠다는 입장을 밝혔다고 한다.

### 임하댐 보도
조선일보는 2009년 3월 11일 "물관리 비상 상황… 국가적 결단 필요"라는 제목의 기사를 내보냈다. 이상돈 중앙대 법대 교수는 이 기사를 고의성 허위기사라며 비난했다. 기사를 썼던 기자는 반론을 제기했다.

### 스마트폰 도청 위험 보도
2010년 5월 20일 조선일보는 "'스마트폰 도청 위험' 청와대 지급 보류"라는 제목의 기사를 단독보도 1면 머리 기사로 싣고, 4월 5일 열린 스마트폰 도청 시연회에서 도청이 확인되었고 다음날 국무회의에 보고되어 청와대 스마트폰 지급 계획이 백지화되었다고 전했다. 이 기사에서 아이폰이 도청 시연에 사용되었다고 하며 아이폰을 총 7회 언급하였고, 기사 위에 위치한 도청 개념도에 실린 스마트폰 사진 역시 아이폰이다. 그러나 실제 시연에 사용된 스마트폰은 아이폰이 아니었으며, 아이폰은 그러한 도청이 불가능한 것으로 알려져 있다. 애플코리아측은 조선일보측에 기사 수정과 정정 보도를 요청했다. 배달판은 그대로 배포되었으나 인터넷판은 '아이폰'이라는 말이 모두 '스마트폰'으로 수정되었다.

### 김정남의 천안함 발언 날조
조선일보는 2012년 1월 17일자 1면에서 김정남이 일본 <도쿄신문>의 고미 요지 편집위원과 지난 7년 동안 주고받은 전자우편 대화록을 <월간조선>이 입수했다며 이를 토대로 김정남의 발언을 보도했다. 그런데 이 기사에서 조선일보는‘(김정남이) 천안함 침몰 사건에 대해서는 “북한 입장에서는 서해 5도 지역이 교전지역이라는 이미지를 강조할 필요가 있다. 그래야 핵, 선군정치 모두 정당성이 부여되는 것”이라고 했다’고 전했다. 국내에서 천안함 사건의 진상에 관한 논란이 지속되고 있는 와중에 나온 이러한 보도는 천안함 사건이 북한의 소행이라는 결정적 증거의 하나로 받아들여졌고 실제로 동아일보 등은 조선일보의 이러한 보도내용을 전제로 사설을 쓰기도 했다. 하지만 이 기사가 나간 이후 김정남과 전자우편을 주고 받은 당사자인 고미 요지 편집위원은 자신이 김정남으로부터 받은 이메일의 어디에도 천안함에 관한 발언은 존재하지 않는다고 밝혀왔다. 결국 조선일보는 천안함 사건에 관해 그것이 북한의 필요에 의해 이루어진 일이라고 김정남이 주장했다는 보도는 오보였음을 인정했다.

### 일반인 사진을 성폭행범 사진으로 공개
2012년 9월, 나주에서 발생한 초등학생 성폭행 사건의 피의자가 검거되자,  9월 1일자 신문 1면에 피의자 사진을 공개하였다. 그러나 이 사진은 일반인의 사진으로 드러났다. 사진속 실제 인물은 인터넷에 글을 올려 피해를 호소하였고 조선일보는 큰 비난을 받았으며 9월 2일 오보를 시인하고 사과문을 게재하였다.

### 김준용이 전태일의 동료라는 오보
조선일보는 2012년 10월 12일치 1면에 ‘박, 인혁당 피해자·전태일 동료 등 선대위에 인선’ 기사에서 박근혜 캠프에 합류한 김준용 전 전국노동자협의회 사무차장이 고 전태일 열사의 동료”라고 보도했다. 하지만 이에 대해 전태일 재단은 김준용은 전태일 열사의 동료가 아니라는 반박 보도자료를 냈다. 전태일재단은 보도자료에서 “박근혜 후보의 대통합 행보와 관련한 조선일보 1면 및 관련기사들에서 김준용씨에 대해 ‘전태일의 친구’, ‘전태일의 동료’로 소개하고 있지만 이는 사실과 다르다”며 김준용씨는 1958년 생으로, 1948년 생이었던 전태일 열사가 22살 나이로 분신했을 당시 12살이어서 서로 동료가 될 수도 없었고 함께 활동한 적도 없으며 서로 만난 적조차 없다고 밝혔다. 또한 김준용씨가 청계피복 노조에서 활동을 시작한 시기는 전태일 열사가 운명한 이후인 70년대 중반 이후라고 설명했다. 김준용 씨 역시 자신이 스스로를 전태일의 동료나 친구라고 말한 적이 없으며 조선일보 기자에게 연락 받은 적도 없다고 밝혔다.

### 고위직 숙청 오보
김정은의 연인으로 알려졌던 현송월이 "총살당했다"고 보도했다가 평창올림픽을 전후하여 남한을 방문하여 건재한 것이 확인되어 논란이 있었던 조선일보가 2019년 5월 31일자 신문에 <‘김영철은 노역형, 김혁철은 총살’>이라는 제목으로 "하노이 북·미 정상회담 실무 협상을 맡았던 김혁철 국무위원회 대미 특별대표가 북·미 정상회담 실패 후 총살당하고 김영철 노동당 통일전선부장이 강제 노역 및 사상 교육을 받는 혁명화 조치를 당했다"고 단독 보도했으나 시진핑 중국 국가주석 영접 공식석상에 나타나고 김여정 노동당 제1부부장도 "근신조치를 받았다"고 했으나 같은 날 영접 행사에서 모습을 드러냈다.

### 주한미군 철수 오보
미국 국방부는 2019년 11월 21일 "한미 방위비분담금특별협정(SMA) 협상에서 한국이 미국의 방위비 분담 요구에 응하지 않으면 주한미군 1개 여단을 철수하는 방안을 검토하고 있다"는 조선일보 단독 기사에 대해 "사실이 아니"라며 기사 취소를 요구하면서 "이와 같은 뉴스 기사는 익명의 한 소식통을 인용한 보도의 위험하고 무책임한 결점을 드러낸다"고 비판했으나 사과나 정정보도를 하지 않았다.

## 신뢰성 없는 출처 인용
1998년 8월 31일, 조선일보는 국제면에 미국의 힐러리 클린턴 여사가 자신의 남편인 빌 클린턴 대통령을 폭행했다는 기사를 미국의 주간지 위클리 월드 뉴스 기사에서 인용하여 보도했다.
위클리 월드 뉴스는 UFO 관련 조작된 기사를 싣는 등 신뢰성이 없으며 그저 재미로 보는 우스개 주간지인데, 그런 언급 없이 인용한 것은 독자들을 우롱하는 일이라는 지적이 있었다.
… 그칠줄 모르는 섹스 스캔들에 지친 힐러리가 지난 3일 오후 3시 15분쯤 백악관 집무실에 갑자기 들이닥쳐 서류결재 중이던 클린턴의 얼굴을 핸드폰으로 때렸다는 것. … 때문에 클린턴은 1주일 넘도록 짙은 분장으로 상처를 감추어야 했다는 게 이 잡지의 주장이다.— 1998년 8월 31일자 조선일보 기사

## 인권 침해
조선일보는 2009년 1월 9일자 신문 1면과 5면에서 언론 중 가장 처음으로 미네르바의 실명을 보도했다. 이러한 행위는 무죄추정원칙에 어긋나는 것이라는 지적이 있다. 또한, 전문대 학력을 강조하는 학벌주의적 태도에 대한 비난도 있었다.

## 정치 관련

### 김대중 정권
- 2001년 6월 21일 국세청은 언론사에 대한 세무조사 결과를 발표하였다. 이에 대해 조선일보는 그 배경과 절차에 의혹을 제기하며 '정부에 비난적일수록 탄압을 받아 과징금 부과액이 많다'는 논리를 폈다. 6월 23일 사설에서 "신문사는 배달소년이 타는 오토바이나 비옷을 보조하고 있다. 국세청은 이 비용을 접대비로 과세했다"했다. 이에 대해 국세청의 관계자는 "수입을 줄이거나 비용을 부풀려 탈세한 돈은 비자금으로 조성되거나 사주에게 빼돌려진다. 배달소년에게 지급된 보조금은 세법상 비용으로 당연히 인정된다. 문제는 배달소년에게 지급한 보조금이라 속이고 돈은 엉뚱한 곳으로 흘러갔다는 데 있다"고 반박했다.[110] 이후 국세청의 고발조치가 있었고, 8월 17일에는 조선일보 사장 방상훈 등이 구속되었다. 당시 교수신문에서 정치학자 64명을 대상으로 한 설문조사에서, 62%가 이번 세무조사에 대해 긍정적, 38%가 부정적으로 답변하였다[111]
- 2001년 6월 28일 당시 대한민국 해양수산부 장관이었던 노무현은 전국언론노조가 주최한 포럼에서 "이제 역사의 진전을 가로막는 조선일보를 비롯한 1~2개 수구, 특권 언론을 당당하게 비난하고 싸워나가야 한다"며 "조선일보는 더 이상 신문도, 언론도 아니다"라고 주장했다.[112]

### 노무현 정권
- 1991년 9월 17일 "고졸 변호사-상당한 재산가"라는 제목의, 당시 민주당 대변인이던 노무현에 관한 기사에서  "한때 부산요트클럽 회장으로 개인요트를 소유하고 있다"고 보도했다. 노무현은 "요트를 취미로 탄 적은 있지만 200~300만원짜리 소형 스포츠용이었고 부산요트협회장은 맡은 적이 없다"는 해명자료를 돌렸으나 조선일보 측은 실어주지 않았고, 오히려 1991년 10월 6일 주간조선에 "밀착취재 : 통합 야당 대변인 노무현 의원, 과연 상당한 재산가"라는 제목의 기사를 실었다. 이에 노무현은 명예훼손 소송을 제기했고 1992년 12월 1심에서 승소했다(위자료 2000만원 판결). 이후 조선일보 측은 노무현에게 화해를 제의했고, 노무현은 제의를 받아들여 소송을 취하했다.[113][114] 이후 2002년 4월 10일 발간된 주간조선의 기사에서 "(초점) 91년 주간조선의 ‘노무현 재산관련 보도’"라는 기사에서, 당시 주간조선 기자(현 월간조선 기자)의 발언을 인용하여 "(주간조선 측이) 1심에서 패한 후 항소를 했다. 그러나 노 후보 측에서 화해하자는 연락이 와 화해를 하게 됐다"라고 보도했다. 그러나 당시 화해는 조선일보사가 노 후보 측에 제의해 이뤄진 것이었고, 4월 10일 조선일보에 정정보도를 냈다.[115] 또한 이 오보의 경우 같은 날 같은 언론사의 한 언론지는 오보를 또 한 번 싣고, 다른 언론지는 오보 정정 기사를 실었다.
- 2004년 1월 12일 "노 대통령, 측근비리 수사발표 다음날 불만표시 '검찰 두 번은 갈아마셨겠지만…'"이라는 제목의 기사에서 노무현이 청와대 측근들과의 송년 오찬모임에서 '내가 검찰을 죽이려 했다면 두 번은 갈아마실 수 있었겠지만 그러지 않았다'라고 발언했다고 보도했다. 이는 사실이 아니었으며 법원이 상자기사로 정정보도문을 게재하라고 직권 조정결정을 내렸고 조선일보 2월 19일자에 정정보도문이 실리게 되었다. 그런데 이 정정보도문이 조정결정 원안대로 이행되지 않아서 7월 16일자에 정정보도문이 다시 실리게 되었다.[116][117][118]
- 2004년 5월 13일, 조선일보에서 노무현 탄핵 심판의 소수 의견을 공개하기로 했다는 오보를 냈다.[119][120]
- 2004년 8월 16일 "김우전 광복회장, 대통령 면전서 '쓴소리'"라는 제목의 기사에서 "김우전 광복회장이 8·15 광복절 기념사를 통해 노무현 대통령 면전에서 쓴소리를 했다"고 했다. 그러나, 이에 대해 당사자인 김 회장은, 자신이 한 연설의 핵심은 민족의 문제를 거론한 것이지, 노 대통령에게 쓴소리를 한 것이 아니라고 반박했다.[121][122]
- 2005년 8월 9일 "거짓말 금세 들통"이라는 제목의 만평에서, 노무현 대통령이 검찰로부터 안기부 불법 도청 테이프의 내용에 대해 사전에 보고받은 것으로 묘사했으나, 사실이 아니었으며 오보를 인정했다.[123]
- 2005년 12월 6일에는 "황우석 교수 옆에 정부는 없었다"[124]라는 제목의 기사를 내보냈고, 12월 16일에는 "청와대, 초기부터 황교수 전폭지원"[125]이라는 제목의 상반된 기사를 내보기도 했다.
- 2006년 7월 12일 "북한엔 말없고 일본에 퍼붓는 노대통령"이라는 제목의 기사를 실었다. 이에 대해 일본의 선제공격론을 비난하는 것이 마땅한 일인데 그에 대해서는 비난하지 않고 노대통령만을 비난하는 것은 문제가 있다는 지적이 있었다.[126]
- 2006년 8월 29일자 6면에서 조선일보는 바다 이야기 사건과 관련 압수수색을 받은 청와대 전(前) 행정관 권모씨가 권양숙 여사와 20촌으로 "친척"이라고 보도했다. 이 기사는 이후 각종 유머 사이트에서 네티즌들에 의해 회자 되었는데, 김태희와 같은 유명 인사들도 알고 보면 나와 10촌 이내의 "가까운 친척"이라는 식의 패러디가 잇따랐다고 한다.[127] 이런 조선일보의 보도에 대해 쿠키방송 앵커는 "20촌도 친척으로 치면 이 세상에 친척 아닌 사람이 몇이나 될까요"라는 반응을 보였으며,[128] 스포츠 서울은 "20촌 관계까지 친척으로 규정해 대통령을 공격하는 것은 도가 지나친 감이 있다"는 네티즌의 발언을 소개하기도 했다.[127]

- 2007년 5월 16일 "노란 점퍼 15만장 주문해 놓곤…열린우리당서 1년 반 동안 안 찾아가 공장 문닫아"라는 제목의 기사에서 열린우리당 고위인사가 노란 점퍼를 15만장 주문하여 제작했지만, 1년 반이 지나서도 찾아가지 않아서 거액의 손해를 입고 도산했으며, 그 결과 불우노인들에 대한 무료급식도 중단하게 되었다”고 보도했다. 기사는 사실이 아니었으며, 5월 23일 "노란 점퍼 주문자는 열린우리당이 아닌 것으로 밝혀져"라는 제목으로 정정보도문을 싣고 오보를 인정했다.[129]
- 2007년 11월 7일 "연재소설이 야해서 신문 끊는다는 청와대"라는 제목의 사설에서, 대통령이 월급을 떼어 한겨레신문에 발전기금을 내자 고위 공직자들이 줄줄이 한겨레신문 구독 확장 운동에 동참했다고 보도했다. 사실이 아니었으며, 오보를 인정했다.[130]

### 이명박 정권
2010년 2월 이명박이 세종시와 관련해서 "일 잘하는 사람을 밀고 싶다"는 발언을 한 것에 대해서 조선일보는 박근혜를 겨냥한 발언이라며 1면 머릿기사로 보도했다. 이에 대해 친박계 송광호 의원은 "어제 정우택 충북지사의 업무보고가 있은 뒤 이 대통령이 '나는 일을 잘 해 앞서 가는 사람을 도와주고 싶다. 자치단체장이 지나치게 정치적으로 나서는 것 같다'고 말한 것인데, 언론에서 앞뒤를 자르고 당내 갈등으로 소개하고 있다"며 조선일보를 비난하였고, 안상수도 "그 보도로 인해 당내 큰 혼란이 일어났다"며 "언론은 이 대통령의 발언을 잘못 이해하고 왜곡보도하는 일이 없도록 극히 신중해야 할 것"이라며 조선일보의 보도를 지적하였다.

## 교육 관련

### 수능성적 공개
2009년 10월 12일 조선일보는 한나라당 조전혁 의원으로부터 넘겨받은 수능 원자료를 토대로 고등학교별 수능점수와 그 순위를 공개하였다. 이어 13일 사설과 14일 1면 머리기사 및 4면 기사를 통해 고교평준화를 비난하며 수능성적 공개와 고교등급제를 옹호하는 입장을 보였다. 한편 조전혁 의원은 "학교코드를 알 수 있는 자료를 조선일보가 독자적으로 가지고 있었던 것 같습니다."라고 하여 실명이 보도될 줄 몰랐다는 의미의 말을 한 바 있다.
다른 언론들에서 조선일보의 보도를 비난하는 견해가 있었다.
- 수능점수 공개이전에도 학교간 격차는 이미 예상되었던 사항이다. 고교평준화 대신 고교등급제를 도입하면 더욱 격차가 벌어지게 된다.
- 독자로 하여금 선발효과는 무시한 채 수능점수가 곧 그 학교의 교육효과로 인한 것으로 착각하게 만들 가능성이 있다.

'가짜 평준화'에 속았다? 제 얼굴에 침뱉는 언론
해당 신문에서는 며칠째 '지난 35년간 가짜 평준화에 속았다'며 선정적인 기사를 내쏟고 있다. 그들은 가짜 평준화 대신 진짜 평준화를 만들자는 것일까? 바라던 바이다. … 그러나 그 길은 멀고도 험했다. 말로만 평준화, 차이 나는 학교시설… 공교육 외 사교육이 대입 당락에 영향을 미치는 현실, 부모 경제력과 정보력에 따라 드러나는 학력 차이를 학교가 줄여주지는 못할 망정 더 넓혀놓는 현실 속에서 진짜 평준화를 하자는 주장은 맥을 못추었다.— 2009년 10월 15일 프레시안 기사

이후, 고교별 수능성적 순위 자료가 심각한 오류로 인해 잘못된 것으로 확인되었다. 그와 관련하여 11월 4일 조선일보 측은 정정보도를 하였다. 이에 대해 단순히 사실에 대한 정정일뿐, 자체적으로 분석하여 상세히 보도했던 부분에 대해서는 해명하지 않아 무성의하다는 지적이 있었다.

## 신문·방송 관련

### 군부독재 비호 하 급성장
조선일보가 1980년부터 전두환 정권과 영합하여 점유율 1위의 신문이 되었다는 견해가 있다. 실제로 당시 관공서, 국정기업체, 군부대에서는 조선일보를 구독하였다. 1987년 매출액은 1980년 대비 428%, 자산총액은 1979년 대비 927%가 늘어났다.
군사 파시즘과의 결탁으로 성장한 조선일보는 침묵과 수혜의 원죄의식으로 동참하게 된 기득권층의 이데올로기로서 막강한 언론권력을 누리고 있는 것처럼 보인다. 지난 시대에 사회의 기초 공리는 억압에 의하여 말살되거나 부인되었으며, 그 반대의 가설이 산더미처럼 재생산되었다.— 황석영, 동인문학상 심사대상을 거부한다(한겨레 2000년 7월 20일 특별기고문)

### 공정성 및 신뢰도 관련
2002년, 2003년 ABC협회 조사에서 조선일보가 자사의 발행부수를 5만6000여 부를 부풀려 수치를 조작한 것으로 드러났다.
2009년 '시사IN'의 조사 결과  '가장 불신하는 매체'로 조선일보 34.2%를 기록하며 동아일보와 중앙일보를 제치고 1위를 차지했으며 '현직기자가 가장 신뢰하는 언론' 순위에서 조선일보(2.4%)를 기록하여 한겨레(15.4%), MBC(14.3%), KBS(11.2), 경향신문(8.7), 한국일보(4%)보다 낮은 순위를 차지하였다.
PD저널에 따르면 조선일보, 동아일보, 중앙일보의 지국 중 98%가 신문고시를 위반한 것으로 드러났다.
2018년 '시사IN'의 조사 결과  '가장 불신하는 매체'로 조선일보가 25%, TV조선이 12.8%로 각각 1, 2위를 차지했다. 조선일보와 조선일보의 방송국인 TV 조선이 1, 2위에 위치하여 사실상 조선일보 계열의
매체가 40% 가량의 비율을 독식한 것이나 다름없다. 1년 전인 2017년의 같은 조사에서도 조선일보는 20.7%로 불신하는 매체 2위, TV조선은 7%로 불신하는 매체 4위에 올라 신뢰도에서 하위권에 위치했었으나 2018년에는 불신도가 더욱 높아졌다.
2019년 '시사IN'의 조사 결과  '가장 불신하는 매체'로 조선일보가 24%를 기록하며 2년 연속 1위를 차지했다. TV조선은 7%로 KBS(10.9%)에 이어 3위에 올랐다. 조선일보에 대한 불신은 연예인 장자연씨의 사망 사건과 조선일보의 연관, 코리아나 호텔 사장이자 조선일보 가문인 방용훈씨의 아내 이미란씨의 자살 사건 등이 재조명 받으며 여전히 높은 수준을 유지한 것으로 보인다. 또한 조선일보 손녀의 갑질 논란 등 연이은 악재 역시 영향을 끼쳤다. 한편 조선일보는 국내에서 가장 큰 언론사이지만 '가장 신뢰하는 프로그램', '가장 신뢰하는 언론인' 등을 한명도 배출하지 못했다. 이 부문 1위는 각각 'JTBC뉴스룸'과 '손석희 JTBC 사장'(11년 연속)이 차지하였다.
2018년에 옥스퍼드대학교 부설 로이터저널리즘연구소에서 행해진 'Digital News Report 2018'의 매체신뢰도에서 JTBC가 1위였고, 이어 YTN, SBS, 연합, KBS, 한겨레신문, 경향신문, MBC, MBN, 오마이뉴스, 중앙일보, 채널A, 동아일보, 조선일보, TV조선 순으로 나타나 신뢰도에서는 JTBC가 1위, TV조선이 최하위 인 것으로 드러났다. 14위와 15위를 모두 조선일보 계열이 차지하며 한국 내에서 조선일보는 처참한 신뢰도를 보였다.
2019년 옥스퍼드대학교 부설 로이터저널리즘연구소가 6월 13일에 발표했으며 한국언론진흥재단이 공동연구로 참여한 'Digital News Report 2019'의 매체신뢰도에서 14개 언론사 중 TV조선이 13위, 조선일보가 14위에 위치하여 사실상 조선일보 계열이 가장 신뢰도가 낮은 언론으로 꼽혔다. 이로써 조선일보 계열의 언론은 신뢰도 부문에서 지난해에 이어 2년 연속 압도적 최하위에 머물렀다.

#### 지역차별 발언 관련
TV조선의 예능프로그램 '아내의 맛'에서 전라도를 비하하는 '전라디언'이라는 자막을 사용해 크게 논란이 되었다. '전라디언'이라는 표현은 극우 성향 사이트인 '일간베스트 저장소'에서 사용되는 용어이며 명백히 지역을 비하하는 의도가 담긴 용어이다. '일간베스트 저장소'는 극우 성향을 띠고 있는 것뿐만 아니라 특정지역 비하발언, 특정계층에 대한 혐오발언, 고인에 대한 명예훼손, 여성 연예인들을 대상으로 한 성희롱 등을 일삼는 사이트이기 때문에 이런 사이트에서 사용하는 용어를 버젓이 사용했다는 점이 비판 여론을 거세게 만들었다. 현재 방송심의 규정상 특정 지역을 비하하는 용어를 사용하는 것은 규정 위반이다. 방송 심의에 관한 규정은 3개 조항을 통해 지역 비하 금지를 규정하고 있다. ["규정 21조는 “방송은 출신 지역·방언 등을 조롱의 대상으로 취급하여서는 아니된다”, 29조는 “방송은 지역간 차별·편견·갈등을 조장하여서는 아니 된다”, 51조는 “방송은 특정 지역 또는 인물을 희화화하거나 부정적으로 묘사하여서는 아니 된다"]
이에 TV조선 측에서는 해당 용어가 극우 사이트인 '일간베스트'에서 사용되는 용어인지 인지하지 못했으며 신중하게 방송을 살피겠다고 공식 사과하였다.

### 공정거래 관련
조선일보는 신문 무료 제공, 경품 제공을 제한하려는 움직임에 대해 부정적으로 보도하였다.

#### 신문고시 헌소 기사
- 2001년 4월 17일 1면 기사에서 "신문고시 헌소"라는 제목의 기사를 싣고, 5면에서 "헌변, 신문고시 헌소방침"라는 해설기사를 실었다. 4월 18일 "신문규제 헌소로 가리자"라는 제목의 사설에서 "헌법재판소의 판단에 맡겨지기 전에 잘못된 신문고시를 철회해야 한다고 믿는다"고 했다. 2002년 헌법재판소는 신문고시 위헌소송에 대해 "신문구독자에게 1년간 제공할 수 있는 무가지 및 경품범위를 유료 신문대금의 20% 이하로 제한한 신문고시 조항은 신문업계의 과당경쟁을 완화하고 독자들이 신문선택권을 보호하기 위한 것으로 침해되는 사익에 비해 공익이 크다"며 재판관 전원일치 의견으로 합헌판결을 내렸다. 2003년 4월 17일 조선일보 6면 기사 "정부, 신문시장개입파장"에서 "신문고시는 시행초기부터 언론자유 침해 논란이 일었으며 2001년 8월에는 헌법을 생각하는 변호사모임(이하 헌변)이 위헌여부에 대한 헌법소원을 내기도 했다."고 했다. 이미 이에 대한 소송이 종결되었음에도 소송의 결과(전원 합헌 판결)에 대해서는 언급하지 않고, 헌소가 제기되었다는 것만 언급하며 신문고시를 폄하하고자 했다는 지적이 있다.[148]

#### 캠페인 기사
- 2006년 8월 10일 공정거래위원회는 '과도한 신문 경품 및 공짜 신문 안주고 안받기' 캠페인을 벌이겠다고 발표했다. 2006년 8월 12일 조선일보는 "신문 골탕 먹이기가 공정위 본업인가"라는 제목의 사설에서 "모든 상품에 홍보용 견본이 있듯이 신문도 판촉과 배달 차질 대비용으로 무료 홍보지를 해 준다. 공정위는 이를 뻔히 알면서도 '신문 경품 공짜신문 안 주고 안 받기'라는 이름을 붙여 국민에게 '모든 판촉물과 홍보지가 불법'이라는 잘못된 인식을 심어주고 있다."고 했다. 이에 대해, 신문은 '여론형성'에 영향을 미치는 특수한 상품이기 때문에 엄정한 경쟁 질서를 지키도록 만들어야 한다는 비난이 있다.[149]

#### 신문고시 위반
신문판매고시는 신문구독자를 모집하는 과정에서 연간 유료신문 대금(18만원)의 20%(3만6000원)을 초과하는 액수의 공짜신문이나 경품을 제공하는 행위를 불공정거래행위로 규정하고 있다. 민주언론시민연합은 2008년 5월 서울지역 지국 중 40곳을 대상으로 신문고시 위반 실태를 조사한 결과 조선일보의 위반율이 97.5%에 달했다고 발표했다.

### KBS
조선일보는 2008년 10월 17일 "NHK는 구조조정 수신료 인하, KBS는 수신료 인상 구상중"이라는 사설에서 "NHK는 구조조정하고 수신료를 인하하는데 비해 KBS는 구조조정은 외면하면서 수신료를 인상하려고 한다"고 했다. KBS는 10월 21일 보도자료를 통해 이를 반박했다. NHK 수신료 인하가 2012년 이후 적용되는 점, NHK 수신료가 인하되더라도 연간 19만원으로 KBS 수신료의 6.3배인 점, 누적적자 계산 오류, 인건비 등 계산에서 수치 누락 등을 들며, 조선일보 사설의 문제점을 지적했다.

### 신문법 관련
2005년 5월 10일 문화관광부는, 편집위원회와 편집 규약을 만들거나 연 평균 광고지면이 50%를 넘지 않는 신문에 신문발전기금을 우선 지원하도록 하는 내용의 신문법 시행령안을 발표했다. 조선일보측은 이에 반발하며 5월 11일 아래과 같은 사설을 실었다.

법에서 뺀 독소조항 시행령에 살려놓다니
… 이 안대로라면 정부가 “기금을 받고 싶은 신문사는 편집위·편집 규약을 만들고 광고도 50% 아래로 줄이라”고 사실상 강요하고 나서는 것이라고 볼 수밖에 없다. …
모법에서 포기한 것을 시행령에다 집어넣는 것은 법 체계의 기본을 무시한 것이다. 더구나 이 같은 개정안을 여야 합의로 통과시켰던 국회의 권위를 짓밟는 것이고, 상대를 속이는 정치적 사술이라고 할 수밖에 없다. … 언론을 향한 이 정권의 원념과 집념이 섬뜩할 정도다.
— 2005년 5월 11일자 조선일보 사설

민언련과
조선일보반대시민연대는 시행령안이 모법의 취지를 잘 반영하고 있고, 편집위원회는 편집 자율성을 보장하기 위해 필요한 조치이며, 광고보다 기사가 많은 신문을 지원하는 것은 당연하다는 견해를 밝히며 조선일보 사설의 문제점을 지적하였다.
2009년 7월 21일 '신문과 대기업의 지상파 방송 진출을 원천 금지하는 방안을 제시했다'는 내용의 보도도 오보로 드러났다.

## 북한 관련

### 김일성 피격설 오보
1986년 11월 16일 김일성 피격설을 1면 기사로 다루었다. 이후 김일성이 사망한 것으로 단정짓고, 11월 18일에는 신문의 전체 12면중 7면을 관련 기사로 할애하며, '세계적 특종'이라고 자화자찬했다. 같은 날 김일성이 평양공항에서 외국 손님을 맞이하는 장면이 북한 텔레비전에 나오면서 오보임이 밝혀졌다.

### 김정일 본처 탈출설 오보
1996년 2월 조선일보는 김정일의 본처가 망명한 것으로 보도했다. 이후 안기부에 의해 사실이 아닌 것으로 확인되었다.
북한주민들의 탈북사태를 막기위해 국경경비를 강화하고 사회주의 혁명사상을 고취하는 등 안간힘을 쓰고 있지만 정작 집안식구들이 탈출하는 어이없는 일이 벌어진 것이다. 성혜림 일가의 탈북사건은 북한체제의 위기지수가 어느정도에 이르고 있는지를 드라마틱하게 보여주고 있다.— 1996년 2월 14일 조선일보 기사

### 월드컵 해적방송 오보
2010년 6월 13일 조선일보는, 월드컵 중계권이 없는 북한이 남아공 월드컵 개막전을 무단으로 중계하였다며 이른바 '해적방송' 논란을 제기하였다.
미국의 일간지 월스트리트저널은 15일 아시아방송연맹(ABU)의 확인을 토대로, "북한의 방송이 해적 방송이 아니라 국제축구연맹(FIFA)과 합의를 거친 합법적인 방송이라는 사실"이라고 보도하면서 오보임이 드러났다.

## 조선일보 반대 운동
조선일보에 대한 비난은 오래전부터 있었기 때문에 반대운동이 시작된 정확한 시점을 집어낼 수는 없다.
조선일보측은 반대운동이 시작된 시기를 2000년으로 보고 있다.
반(反)조선일보 세력들이 조선일보를 일방적으로 공격하기 시작한 것은 지난 2000년 9월로 거슬러 올라간다. “여러 신문을 대상으로 하는 운동은 비효율적이라는 데 공감하고, 이른바 ‘한 놈만 죽이자’는 데 의견이 모아졌다. 이를 구체화한 것이 바로 2000년 9월 20일 발족한 ‘조선일보 반대 시민연대’였다.— 조선일보 2003년 3월 5일자

오마이뉴스의 기사에 따르면 반대운동이 시작된 시기는 1998년이라고 한다.
조선일보 반대운동이 촉발된 것은 1998년 조선일보의 '최장집 교수 왜곡보도' 사건이 계기가 됐다. 월간조선 11월호가 최장집 교수의 사상문제를 거론하고 이어 조선일보가 최 교수의 저작 가운데 극히 일부의 표현을 문제삼아 시대착오적인 마녀사냥을 주도한 것에 반발해 일단의 평범한 시민들이 들고일어남으로써 안티 조선의 불씨가 붙기 시작한 것…— 오마이 뉴스 2003-03-07

### 안티조선운동
2000년부터 안티조선운동이 본격적으로 시작되었다. 8월 7일, 지식인 154명은 '조선일보에 대한 기고와 인터뷰 거부'를 선언하였다. 이에 대해 8월 10일 조선일보 측은 시사저널을 통해 "조선일보 거부는 권력적이고 반지성적이며 전체주의적인 발상"이라는 입장을 표명했다.
……첫째, 자유 민주 사회에서 언론의 기본적인 사명은 권력에 대한 감시와 견제이다. 그런데 선언문은 조선일보 거부의 주요 이유로 조선일보가 정부를 공격한다는 사실을 들고 있다. 정부를 비난하는 언론을 거부하겠다는 발상은 권력을 가진 자나 할 수 있는 것 아닌가.

둘째, 우리나라는 자유 민주주의 사회로 다양한 견해를 가질 자유가 있다. 지식인이라는 사람들이 자기와 생각이 다르다는 이유로 조선일보의 존재를 부인하며 이를 집단적인 행동을 통해 표출하는 것은 반지성적이고 전체주의적인 발상이다.— 2000년 8월 10일 조선일보사(시사저널 565호)

9월 28일에는 MBC 100분 토론에서 '안티조선일보운동! 언론자유침해인가, 소비자운동인가'라는 제목으로 안티조선운동에 관해 토론이 있기도 했다.

### 영화계
- 한국영화제작가협회는 스크린쿼터와 관련한 조선일보의 보도 행태를 비난하며 취재 거부를 결의했다.[161]
- 2006년 2월 27일, 영화감독들의 모임체인 디렉터스 컷은 '조선일보에 보내는 감독들의 경고문'이라는 성명서에서, 박찬욱 감독과 영화계에 대한 일방적인 매도와 명예 훼손에 대해 즉각 사과하고 객관적인 언론의 책무를 성실히 다할 것을 촉구했다.[161]

### 종교계
- 2007년 10월 5일, 조계종 총무원은 조선일보가 불교 음해왜곡보도, 종교편향 왜곡보도, 선정보도를 한다며, 전국 2300여 개의 소속 사찰에 조선일보 구독거부 방침을 공식 지시하고 구독거부 운동을 시작했다.[162] 10월 30일 조선일보 방상훈 사장과 강천석 주필, 김창기 편집국장이 총무원장 지관 스님을 찾아 정중히 사과하고 재발방지를 다짐했으며, 11월 2일 조계종 총무원은 조선일보에 대한 구독거부운동을 철회하는 공식입장을 발표하였다.[163]

### 조중동 구독거부 및 광고중단운동
- 2008년 구독거부 및 광고주 운동으로 한미쇠고기 협상 논란과 관련하여 급격히 확산되었다. 8월에 대한민국 검찰은 광고중단운동을 벌인 네티즌을 대거 기소하였다.[164]
- 2009년 9월 23일 민주노총, 미디어행동, 언소주는 '조중동 절독운동'을 함께 하기로 선언하였다.[165]

### 기타
- 2000년 5월 30일 소설가 황석영은 공개강좌에서 조선일보와의 인터뷰에는 응하지 않겠다고 했으며, 한겨레신문 7월 20일자 특별기고문에서 자신의 작품이 동인문학상의 심사대상이 되는 것을 거부한다고 밝히며 조선일보를 비난하였다.[142]

조선일보로 대표되는 수구 언론이 우리의 역사발전을 위해서도 개혁되어야 한다는 것은 시대적 당위일 것이다.……요즈음 조선일보는 정치·경제·사회면에서는 종전보다 더욱 반개혁적이면서도, 문화면에서는 '다양성'을 보여 주려고 하는 교묘함을 보이고 있으며, 좀 이질적인 문인들에게는 단 몇 매짜리의 칼럼 한 편에 다른 신문의 무려 다섯 배 가까운 원고료를 지급하고 있다. 어려운 시기에는 냉전적 공격과 터무니없는 폭로로써 '권력'을 누리고, 이제는 또 다른 방식으로 이를 유지해보려 하는 것인가?— 황석영, 동인문학상 심사대상을 거부한다(한겨레 2000년 7월 20일 특별기고문)

- 유시민은 2002년 8월 31일 출간된 그의 저서에서 노무현과 조선일보의 대립을 대한민국 내 구체제의 존치 여부를 건 싸움이라고 표현했다.

국민은 6월항쟁을 통해 군부독재를 종식하고 민주화의 문을 여는 데는 성공했지만, 강고한 동맹을 맺은 극우언론과 극우정당의 사상적 정치적 지배에서 사회를 전면적으로 해방시키는 데까지 나아가지는 못했다는 말이다. 조선일보를 상대로 한 노무현의 전쟁은 바로 앙시앵 레짐(구체제)의 해체를 겨냥한 것이다. 노무현 자신이 어떻게 생각하는지와 무관하게 이 싸움은 그런 정치적 의미를 지닌다.— 《노무현은 왜 조선일보와 싸우는가》

- 친일·반민족 행위에 대한 민간법정

2004년 10월 15일 서울 중구 프레스센터 20층 국제회의장에서 열린 ‘조선일보 친일·반민족 행위에 대한 민간법정(재판장 이덕우 변호사)은 피고인 조선일보(명예회장 방우영, 사장 방상훈)에 대해 유죄를 선고했다.

## 범죄 조장 기사 논란
조선일보는 2006년 8월 3일 '나쁜 남자'라는 기사를 실어 큰 논란과 비난을 받았다. 특히 '나쁜 남자'라는 기사는 범죄서술을 정확하게 하여 민언련의 큰 비난을 받았다. 민언련 측은 " '나쁜 남자'라는 기사는 범죄서술을 과다하고 자세하게 하여 청소년에게 범죄를 부추기는 신문기사"라며 항의하였다.

## '조선일보에 대한 비난'에 대한 비난
조선일보 비난에 대한 비난도 있다.
문화일보 이신우 논설위원은 2004년 4월 28일자 문화일보 칼럼에서 조선일보 몰아내기 움직임이 인민 재판 수준으로 비이성적 행태가 심각하며, 그것이 우리 사회가 건강하지 못하다는 증거라고 하였다.
조선일보는 2003년 7월 30일자로 "돈을 주면 청계천에서 M16 소총도 구할 수 있다"는 내용의 기사를 내보냈다.
2003년 8월, KBS의 미디어포커스는 이 기사에 대해 허위·과장 보도라고 비난했다.
2009년 5월 21일 경찰청은 군용 총기류를 밀반입해 유통시킨 일당이 검거했다고 발표했다.
같은 날, 조선일보 측은 '"조선일보 오보했다" KBS의 황당비난 다시 도마에'라는 기사를 통해 2003년 8월의 KBS 방영분은 황당한 비난이었다고 비난했다.

## 같이 보기
- 조선일보
- 조중동
- 문화방송에 대한 비판
- EBS에 대한 비판
- 한국방송공사에 대한 비판
- 오마이뉴스에 대한 비판

## 관련 서적
- 강준만(1999), 《조선일보 공화국》, 인물과사상사 ISBN 8988410084
- 김동민, 김민웅, 김정란, 노염화, 석진욱, 손석춘, 유시민(1999). 《조선일보를 아십니까?》, 개마고원 ISBN 8985548433
- 김동민(2001). 《우리는 왜 조선일보를 거부하는가?》 ISBN 9788980260867
- 유시민(2002), 《노무현은 왜 조선일보와 싸우는가》, 개마고원 ISBN 9788985548854

## 관련 기사
- ‘말’지 잇단`‘조선 비리’`폭로《미디어오늘》1998년 7월 1일 (수)
- 조선일보 창간 81주년에 부쳐《오마이뉴스》01.03.05 17:29
- "조선일보 비난, 인민재판 수준 도달"《조선일보》2004.04.28 13:59
- <조선일보>가 변했다?《프레시안》2008-04-08 오전 9:27:13
- (조선) 김대중 고문, 그 뻔뻔한 이중잣대《오마이뉴스》2008.06.09 15:39
- “이종걸 의원의 조선일보 비난은 알권리 대상”《한겨레》2009-04-23 오후 10:20:54
- '이승복 오보 전시회' 다시 흠집내기 나선 조선일보《오마이뉴스》09.05.08 15:56
- 조선일보, 지율 스님 보도 관련 정정보도《미디어스》2009년 6월 5일 (금) 16:22:49
- (부글부글) <조선일보>의 성감대를 찾았다《한겨레21》2009.06.15 제765호
- 조선일보와 지역분열주의《우리모두》 민주언론운동시민연합 신문모니터분과
- (시론) ‘동아’ 사건에 대한 조중동의 ‘침묵’ / 성한표《한겨레》2009-07-14 오후 08:27:42
- '<조선>에 승소' 지율 스님 "그들이 몰수해 간 것은 진실"《오마이뉴스》09.09.02 21:33
- “나는 일진이었다” 조선일보 왜곡보도 논란《미디어오늘》2012.01.13  13:45:32